# Troisième Reich
Pour les articles homonymes, voir Reich allemand et Reich grand-allemand.
23 mars 1933 – 23 mai 1945
(12 ans et 2 mois)
- Reich allemand
- Administration civile
- Administration militaire

Entités précédentes :
- République de Weimar
- Territoire du Bassin de la Sarre
- République d'Autriche
- République tchécoslovaque
- République de Lituanie
- Ville libre de Dantzig
- République de Pologne
- Grand-duché de Luxembourg
- Royaume de Belgique
- République française
- Royaume de Yougoslavie
- Union des républiques socialistes soviétiques

Entités suivantes :
- Allemagne occupée
- Autriche occupée
- République tchécoslovaque
- République de Pologne
- Grand-duché de Luxembourg
- Royaume de Belgique
- Gouvernement provisoire de la République française
- République fédérative populaire de Yougoslavie
- Union des républiques socialistes soviétiques

1. ↑  Recensement officiel, y compris organisé en Autriche annexée et dans la région des Sudètes.
2. ↑  En tenant compte des habitants du Gouvernement général de Pologne et du Protectorat de Bohême-Moravie.
3. ↑  Adolf Hitler se fait appeler « Führer und Reichskanzler » après le 2 août 1934, ce qui signifie qu’il cumule les fonctions de chef de l’État, sous le titre de Führer, et de chef du gouvernement, sous celui de Reichskanzler. Cette fusion des fonctions est entérinée par le plébiscite du 19 août 1934.

L'expression Troisième Reich désigne l'État allemand sous le régime national-socialiste, totalitaire, belliciste impérialiste, raciste et génocidaire, dirigé par Adolf Hitler, de 1933 à 1945. Ce terme et Allemagne nazie sont souvent utilisés de manière interchangeable.
La république de Weimar n'étant pas abrogée en droit durant l'année 1933, le terme « Reich allemand » (Deutsches Reich) continue d'être le nom officiel donné à l’État allemand dans l'ensemble des documents administratifs et politiques produits par l'Allemagne jusqu'en 1943. Toutefois, après l'annexion de l'Autriche (Anschluss) en mars 1938, le terme « Reich grand-allemand » (Großdeutsches Reich) lui est préféré par certains représentants du régime. Ce nom n'est devenu le nom officiel de l'État allemand qu'au cours des deux dernières années de l'existence du Troisième Reich (de 1943 à 1945). 
Adolf Hitler, le chef du Parti national-socialiste des travailleurs allemands (abrégé en « NSDAP », pour l'allemand Nationalsozialistische Deutsche Arbeiterpartei), est nommé chancelier par le président de la république de Weimar Paul von Hindenburg le 30 janvier 1933. Après son arrivée au pouvoir, le parti commence à anéantir toute opposition politique dans le pays et à consolider son pouvoir ; l'Allemagne devient un État totalitaire. Après le décès de Hindenburg le 2 août 1934, Hitler établit un pouvoir absolu en fusionnant les fonctions de chancelier et de président. Le 19 août 1934, il se fait appeler « Führer ».
À partir de la fin des années 1930, l'Allemagne nazie émet des revendications territoriales et menace d'une guerre. L'Autriche est annexée en 1938 et la Tchécoslovaquie en 1939. Une alliance est signée avec l'URSS et la Pologne est envahie en septembre 1939. L'alliance est rompue par l'Allemagne nazie deux ans plus tard avec l'opération Barbarossa. Une autre alliance est signée avec l'Italie fasciste et les pays de l'Axe. L'Allemagne nazie occupe la majeure partie de l'Europe, jusqu'à être défaite le 8 mai 1945. Le 23 mai, le dernier gouvernement nazi de Karl Dönitz est arrêté. La propagande nazie destinait le Troisième Reich à durer « mille ans », il en dura douze, la république de Weimar n'ayant d'ailleurs jamais été formellement abrogée par les nazis.
État policier de type totalitaire, reposant avant tout sur le pouvoir absolu exercé par Adolf Hitler, le Troisième Reich est responsable du déclenchement de la Seconde Guerre mondiale en Europe. Il laisse l'Allemagne et l'Europe en ruines.
L'idéologie du Troisième Reich repose sur la croyance en l'existence d'une « race aryenne », la promotion du Lebensraum, le racisme et l'antisémitisme. Dès son arrivée au pouvoir et particulièrement au cours de la Seconde Guerre mondiale, le régime met en place un système de répression s'attaquant à toute personne qui ne lui est pas totalement favorable ou soumise ou qu'il considère comme une « race » inférieure. Il met en place des mesures génocidaires, composées de camps d'extermination, de camps de concentration, de ghettos et de massacres par des unités mobiles.
L'Allemagne nazie commet ainsi la Shoah (génocide des Juifs), le Porajmos (génocide des Roms d'Europe), la mise à mort systématique des handicapés, ainsi que la déportation des personnes homosexuelles, des opposants politiques au régime, des membres de l'aristocratie polonaise et du clergé catholique, des pasteurs et des membres de l'Église confessante. Tous ces massacres ont conduit à la mort de plusieurs dizaines de millions de personnes.

## Nom
Formellement, la république allemande, dite république de Weimar, n'a jamais été abolie. Le nom officiel reste donc le même, à savoir Deutsches Reich (traduit généralement par « Reich allemand », le mot Reich désignant un empire ou un État), nom que portait déjà auparavant l'Empire allemand de 1871 à 1918. À partir de 1943, le nom de Großdeutsches Reich (Grand Reich allemand ou Reich grand-allemand) est aussi utilisé. En français, les expressions « Allemagne nazie » et « Troisième Reich » sont communément utilisées pour désigner le régime d'Adolf Hitler. Quand le contexte n'est pas ambigu, le simple mot « Reich » peut également faire référence au régime nazi.
Le nom de « Troisième Reich », adopté par les Nazis, fut utilisé pour la première fois dans un ouvrage de 1923 d'Arthur Moeller van den Bruck, pour lequel le Saint-Empire romain germanique (de 962 à 1806) est le premier Reich et l'Empire allemand (de 1871 à 1918) le deuxième. Dans le vocabulaire allemand contemporain, la période nazie est désignée sous les expressions Zeit des Nationalsozialismus (« période nationale-socialiste »), Nationalsozialistische Gewaltherrschaft (« tyrannie nationale-socialiste ») ou simplement das dritte Reich (« le Troisième Reich ») ou die Hitlerzeit (« la période hitlérienne »).

### Termes propagandistes
Même avant 1933, le terme « Reich » était devenu le terme de combat de la droite et des monarchistes contre la république démocratique. Das dritte Reich (Le Troisième Reich), comme s'intitulait un livre publié en 1923 par Arthur Moeller van den Bruck, faisait référence à la tradition du premier, le Saint-Empire romain germanique, et du deuxième, l'Empire allemand issu de la solution petite-allemande. Van den Bruck entendait alors par « Troisième Reich » un grand Reich/Empire allemand (großdeutsches Reich).
L'idée d'un « Troisième Reich » remonte au XIIe siècle. Le théologien italien Joachim de Flore avait prophétisé un troisième âge millénaire du Saint-Esprit, qui suivrait les deux âges de Dieu et de Jésus-Christ. Les nationaux-socialistes ont repris ce slogan parce qu'il semblait concentrer leurs efforts. Hitler a souvent tenté de s'approprier le mythe des « mille ans » pour son règne. Plus tard, il s'est inquiété du terme « Troisième Reich », qui aurait permis de spéculer sur un éventuel Quatrième Reich, et donc de s'interroger sur la continuité du Reich allemand. C’est pourquoi le ministre de la Propagande Joseph Goebbels interdit le 10 juillet 1939 l'utilisation du terme « Troisième Reich »,.

## La destruction de la démocratie et l'instauration du régime
Bien que n'ayant obtenu qu'un tiers des voix aux élections libres de novembre 1932, et bien qu'Adolf Hitler ait été battu à la présidentielle par Paul von Hindenburg, le NSDAP arrive au pouvoir quand son « Führer » est appelé à la chancellerie le 30 janvier 1933.
Beaucoup d'industriels et d'hommes de droite, réunis autour de Franz von Papen et d'Alfred Hugenberg, pensaient ainsi « lever l'hypothèque » nazie et se servir d'Adolf Hitler pour ramener l'ordre dans l'Allemagne en crise, avant de s'en séparer dès qu'il n'y aurait plus besoin de lui. De fait, le gouvernement Adolf Hitler ne comporte que trois nazis : Adolf Hitler chancelier du Reich, Hermann Göring, chargé en particulier de la Prusse, et Wilhelm Frick à l'Intérieur.
Or loin de se laisser instrumentaliser par les conservateurs, Adolf Hitler parvient en quelques mois à mettre l'Allemagne au pas (Gleichschaltung). Le démantèlement de la république de Weimar au profit de la dictature nazie permet l'avènement et la proclamation du Troisième Reich dès le 15 mars 1933, lors d'une grandiose cérémonie de propagande tenue à Potsdam, sur le tombeau de Frédéric II de Prusse.

### «Mise au pas» et répression
Dès le 1er février 1933, Adolf Hitler fait dissoudre le Reichstag par Hindenburg. Pendant la campagne électorale, la SA et les SS, milices du parti nazi, reçoivent des pouvoirs d'auxiliaires de la police. Les réunions du Parti communiste (KPD), du Parti social-démocrate (SPD) et des autres partis d'opposition sont marquées par de nombreux décès. Des opposants sont déjà brutalisés ou torturés.
Dans la nuit du 27 au 28 février 1933 survient l'énigmatique incendie du Reichstag. Saisissant l'occasion, Adolf Hitler fait adopter par Hindenburg un « décret pour la protection du peuple allemand » qui suspend toutes les libertés garanties par la Constitution de Weimar. Un autre décret institue la Schutzhaft ou « détention de protection » préventive, qui permet d'arrêter et d'emprisonner sans aucun contrôle ni limite de temps.
La terreur s'accélère. En deux semaines, Göring fait ainsi arrêter 10 000 communistes en Prusse, dont le chef du KPD, Ernst Thälmann, le 3 mars. En avril, près de 30 000 arrestations ont lieu dans la seule Prusse. À l'été, la Bavière compte 4 000 internés, la Saxe 4 500. Entre 1933 et 1939, un total de 150 000 à 200 000 personnes sont internées, et entre 7 000 et 9 000 sont tuées par la violence d’État. Des centaines de milliers d'autres doivent fuir l'Allemagne.
De nombreuses figures de la gauche littéraire et scientifiques s'exilent, comme Thomas Mann, Bertolt Brecht et Albert Einstein dès le 28 février 1933. D'autres sont jetées en prison comme le pacifiste Carl von Ossietzky. Les nazis condamnent l'« art dégénéré » et les « sciences juives », et détruisent ou dispersent de nombreuses œuvres des avant-gardes artistiques.
Les premiers camps de concentration nazis provisoires apparaissent, où sont emprisonnés militants communistes, socialistes et sociaux-démocrates. Dès le 20 mars 1933, Heinrich Himmler ouvre le camp de concentration de Dachau à proximité de Munich. Il est suivi en 1937 de Buchenwald et en 1939 de Ravensbrück pour les femmes.
Le 5 mars 1933, les nazis obtiennent 43,9 % des voix aux élections législatives. Dans tous les Länder d'Allemagne, les nazis s'emparent par la force des leviers locaux du pouvoir. Le 23 mars 1933, Adolf Hitler obtient des deux tiers des députés le vote des pleins pouvoirs pour quatre ans. Le 2 mai, les syndicats sont dissous et leurs biens saisis. Les ouvriers sont enrôlés dans l'organisation corporatiste du Deutsche Arbeitsfront (DAF). Le 10 mai, le ministre de la Propagande Joseph Goebbels préside à Berlin à une nuit d'autodafé pendant laquelle des milliers de « mauvais livres » d'auteurs juifs, marxistes, démocrates ou psychanalystes sont brûlés pêle-mêle en public par des étudiants nazis ; la même scène se tient dans les autres grandes villes. Le KPD est officiellement interdit en mai, le SPD en juin. Les autres partis politiques se sabordent ou se rallient. Le 14 juillet, la loi contre la formation de nouveaux partis fait du NSDAP le parti unique en Allemagne. Les jeunes Allemands sont obligatoirement embrigadés dans les Jeunesses hitlériennes (« Hitlerjugend »), seul mouvement de jeunesse autorisé à partir du 1er décembre 1936.
Les SA de Ernst Röhm exigent que la « révolution nationale-socialiste » prenne un tour plus anticapitaliste et rêvent de prendre le contrôle de l'armée. Mais Adolf Hitler, qui a besoin des grands industriels pour sa future armée, fait massacrer une centaine de chefs SA le 30 juin 1934 au cours de la nuit des Longs Couteaux. Le IIIe Reich s'oriente dès lors vers un « État SS » (Eugen Kogon).
Les nazis liquident aussi à cette occasion plusieurs dizaines de personnalités diverses, ainsi que le docteur Klausener, dirigeant de l'Action catholique.
Après la mort de Paul von Hindenburg le 2 août 1934, Adolf Hitler est à la fois chancelier et président de l'État. Il est entouré d'un culte de la personnalité intense qui le célèbre comme le sauveur messianique de l'Allemagne, et fait prêter un serment de fidélité à sa propre personne, notamment par les militaires. Le Führerprinzip devient le fondement de toute autorité.

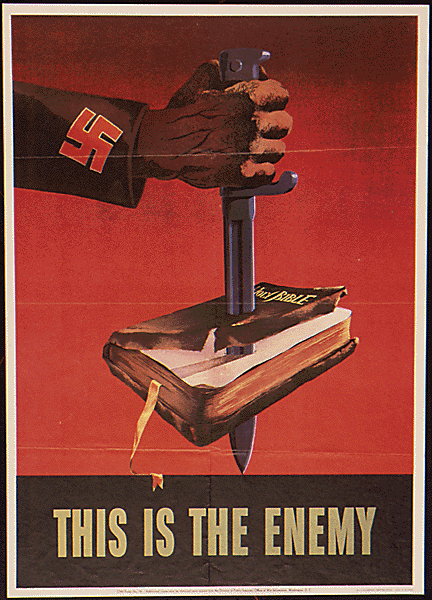
Affiche de propagande américaine soulignant, une fois la guerre déclarée entre l'Allemagne et les États-Unis, la politique qu'a adoptée le Troisième Reich à l'égard de la religion chrétienne.

Mouvement antichrétien, le nazisme tente de soumettre les Églises, et certains de ses dirigeants tels Martin Bormann rêvent même d'éradiquer le christianisme à long terme. Le pouvoir provoque ainsi une scission au sein des protestants allemands, par la mise sur pied de l'Église dite des « chrétiens allemands », qui professe sans réserve le racisme et le culte du Führer. Il combat aussi l'Église confessante des pasteurs résistants Martin Niemöller et Dietrich Bonhoeffer, déportés.
En 1933, le puissant parti catholique, le Zentrum, s'était sabordé en échange de la signature d'un concordat entre l'ADO (en allemand, « Ausland Deutsches Organisation ») et le Vatican. Mais en 1937, le pape Pie XI dénonce dans l'encyclique Mit brennender Sorge les violations répétées du concordat, les tracasseries contre des hommes d'Église, le racisme d'État et l'idolâtrie entourant le Reich et son chef. Son texte est interdit de lecture et de diffusion en Allemagne et ses exemplaires en circulation détruits par la Gestapo. Cependant, dans l'ensemble, « les Églises allemandes n'ont pas activé tout leur potentiel de résistance » (Jacques Semelin) et le successeur de Pie XI, Pie XII, ancien nonce en Allemagne, évite pendant la guerre de dénoncer les atrocités nazies, notamment par peur d'attirer des représailles sur l'Église allemande qu'il connaît bien.
Au printemps 1938, Adolf Hitler accentue la prédominance nazie dans le régime. Il évince les chefs d'état-major Werner von Fritsch et Werner von Blomberg et soumet la Wehrmacht en plaçant à sa tête Alfred Jodl et Wilhelm Keitel. Le conservateur Konstantin von Neurath est remplacé par le nazi Joachim von Ribbentrop aux Affaires étrangères, et Göring prend en main l'économie autarcique aux dépens du Dr Hjalmar Schacht.
La franc-maçonnerie est mise hors la loi et ses membres, pourchassés par une section spéciale de l'appareil policier.
Les Témoins de Jéhovah, objecteurs de conscience, refusent par principe le service militaire et le travail dans l'industrie de guerre, tout comme le salut nazi et tout signe d'allégeance à l'idolâtrie entourant le Führer. Près de 6 000 d'entre eux sont enfermés en camp de concentration.

### Eugénisme et politiques racistes
Dès février 1933, la persécution contre les juifs se déchaîne. Une loi permet à Adolf Hitler de faire révoquer 2 000 hauts fonctionnaires et 700 universitaires juifs. Le boycott des magasins juifs est lancé le 1er avril par les SA. Des Juifs sont humiliés en public, des couples mixtes promenés dans les rues avec des pancartes insultantes autour du cou. La contribution juive à la culture allemande est niée : la musique de Felix Mendelssohn ou de Giacomo Meyerbeer est interdite, et le célèbre poème de Heinrich Heine, la Lorelei, n'a officiellement plus d'auteur. Les lois de Nuremberg, en 1935, retirent la citoyenneté allemande aux Juifs et interdisent tout mariage mixte. La liste des métiers interdits s'allonge sans fin, toute vie quotidienne normale leur est rendue impossible. Cependant, si plusieurs dizaines de milliers de Juifs s'exilent, beaucoup persistent à rester malgré les brimades, pensant qu'Adolf Hitler apaisera son courroux et parce qu'ils devaient abandonner tous leurs biens pour quitter le pays. Le pogrom de la nuit de Cristal, le 9 novembre 1938, annonce leur élimination physique ainsi que leur spoliation systématique (aryanisation). À partir de 1941, ils doivent porter une étoile jaune, puis sont déportés dans les ghettos de Pologne et les camps de la mort.
Seuls sont provisoirement épargnés les Mischlinge, ou les Juifs mariés à des Allemandes « aryennes », tels Victor Klemperer. Les Mischlinge sont des personnes dont un des parents n'est pas de religion juive. Cette qualification était codifiée par les lois de Nuremberg. En 1943, en plein Berlin, des conjointes de Juifs manifestent dans la Rosenstrasse pour empêcher la déportation de leurs époux.
En juillet 1933, le régime adopte une loi sur la stérilisation forcée, conforme à son objectif de « purifier la race aryenne ». Des dizaines de milliers de personnes en sont victimes. Elle concerne surtout les malades mentaux, mais aussi des Tziganes (préconisée par Robert Ritter), ou encore des Noirs (planifiée par Eugen Fischer ; la stérilisation touche la moitié des métis, « bâtards de Rhénanie » enfants de la « Honte noire ») : en 1937, Adolf Hitler ordonne de stériliser les 400 enfants nés dans les années 1920 de soldats noirs français et de femmes allemandes. Des milliers de femmes tziganes ne survivent pas à la stérilisation.
Durant la Seconde Guerre mondiale, l'Allemagne nazie s'en prend également aux Slaves, peuple d'Europe de l'Est que le régime considérait comme une « race inférieure ».
Les homosexuels sont condamnés à la stérilisation ou à la déportation en camp en vertu du paragraphe 175 du code pénal ; 25 000 condamnés sont dénombrés en deux ans (J.M. Argelès).

### Opinion et nazisme: adhésions et réticences
Alors que la Gestapo n’a que 6 000 hommes en 1938, et 32 000 en 1944, toute opposition organisée au nazisme a pratiquement disparu après 1934. La police politique ne pourrait donc avoir autant d'efficacité sans l'aide de nombreux délateurs, mouchardant pour régler des comptes personnels, par peur ou par adhésion idéologique. Il n'est pas rare non plus que des enfants, soumis à l'embrigadement intense des Jeunesses hitlériennes, finissent par dénoncer leurs parents.

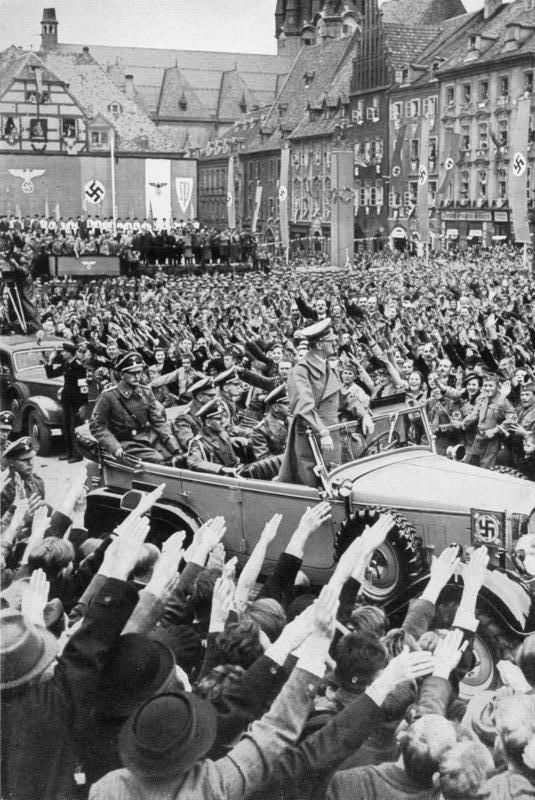
Population de la région des Sudètes saluant Hitler lorsque celui-ci traversa la frontière tchécoslovaque en 1938.

Les rares groupes constitués de la résistance allemande au nazisme émergent à nouveau à partir de 1938. Très isolés, surtout après l'entrée en guerre, les résistants à Adolf Hitler sont assimilés par l'opinion à des traîtres à leur pays. Ce qui amène les historiens allemands au concept d'une « résistance sans le peuple ».
Dans l'ensemble, la société allemande s'est vite accommodée du régime national-socialiste du moment qu'il mettait fin à l'instabilité politique et économique, et entreprenait de déchirer le diktat du traité de Versailles. Les réalisations sociales du régime, les cérémonies grandioses de propagande comme lors des Congrès du NSDAP à Nuremberg, la peur, l'indifférence ou le conformisme ont entraîné de nombreux Allemands à céder à la « fascination du nazisme » (Peter Reichel).
Environ onze millions de citoyens allemands ont adhéré au NSDAP, dont beaucoup de carriéristes et d'opportunistes, soit une part considérable de la population adulte. Quelque 100 000 Allemands, selon Annette Wieviorka, ont pris part activement au génocide des Juifs. L'historien de la Wehrmacht Omer Bartov (L'Armée de Hitler, 1999) a montré qu'une bonne part des combattants allemands avaient intégré le discours nazi, et que nombre d'entre eux furent, avec leurs officiers et leurs généraux, à peine moins compromis que les SS dans les tueries à l'Est, en dépit de l'opinion contraire qu'ils ont cherché à propager, y compris à l'étranger, dans les années 1960.
L'historien britannique Paul Johnson (Une Histoire des Juifs, 1986) souligne que les Autrichiens, intégrés au Grand Reich en 1938, sont surreprésentés dans les instances supérieures du régime (outre Adolf Hitler lui-même, il peut être cité Adolf Eichmann, Ernst Kaltenbrunner, Arthur Seyss-Inquart ou Hans Rauter) et qu'ils ont en proportion beaucoup plus participé à la Shoah que les Allemands (voir aussi : Shoah en Autriche). Un tiers des tueurs des Einsatzgruppen étaient ainsi autrichiens, tout comme quatre des six commandants des principaux camps d'extermination et près de 40 % des gardes des camps. Sur 5 090 criminels de guerre recensés par la Yougoslavie en 1945, 2 499 Autrichiens sont dénombrés.
L'historiographie allemande distingue depuis Martin Broszat la résistance organisée au nazisme (Widerstand) et des formes de dissidence civiles (Resistenz), sans ambition de contestation politique, mais démontrant une certaine réticence envers l'embrigadement et l'idéologie officiels.
Par exemple, des groupes de jeunes gens, les Edelweiss ou la Swingjugend, se réunissaient en pleine guerre pour écouter la musique swing proscrite par le régime, et adoptaient un habillement et une coiffure qui défiaient l'ordre moral officiel. De nombreuses Allemandes bravèrent les interdictions officielles des relations amoureuses avec les travailleurs étrangers occidentaux ou slaves. Des centaines d'Allemands furent exécutés pour avoir écouté la BBC, ou proféré des paroles méprisantes ou sceptiques contre le régime et sur l'issue de la guerre. Certains tentèrent discrètement de venir en aide à des Juifs, ou eurent du moins le courage de gestes et de paroles de sympathie. D'autres s'arrangèrent pour ne jamais faire le salut nazi. En Bavière catholique, un mouvement d'opinion empêcha le régime néo-païen de retirer les crucifix des classes.
Clemens August von Galen, évêque de Münster, relaya une vague d'indignation contre la prétendue « euthanasie » des handicapés mentaux, protesta en chaire contre celle-ci, et obtint ainsi l'arrêt officiel théorique de l'Aktion T4 (août 1941).
Dans les années 1930, les Églises ont également souvent résisté aux ingérences du régime et aux tracasseries de ses agents mais leurs hiérarchies n'ont fait porter leurs refus que sur des points matériels et confessionnels et, comme au temps de l'empire wilhelminien, se défendaient toujours de « faire de la politique ». Excepté Konrad von Preysing, évêque catholique d'Eichstätt, les Églises en tant que telles n'ont condamné ni les guerres d'agression, ni la politique raciale, ni les crimes contre l'humanité dans les pays occupés, dont des échos parvenaient pourtant en Allemagne.

## Nature du pouvoir
La loi sur les pleins pouvoirs, votés à la suite de l'incendie du Reichstag, suspend la Constitution, mais ne l'abroge pas, donc « le Reich allemand est une république », selon l'article 1er de la Constitution de 1919, mais le gouvernement dispose des pleins pouvoirs en matière de police et de justice.

### Totalitarisme

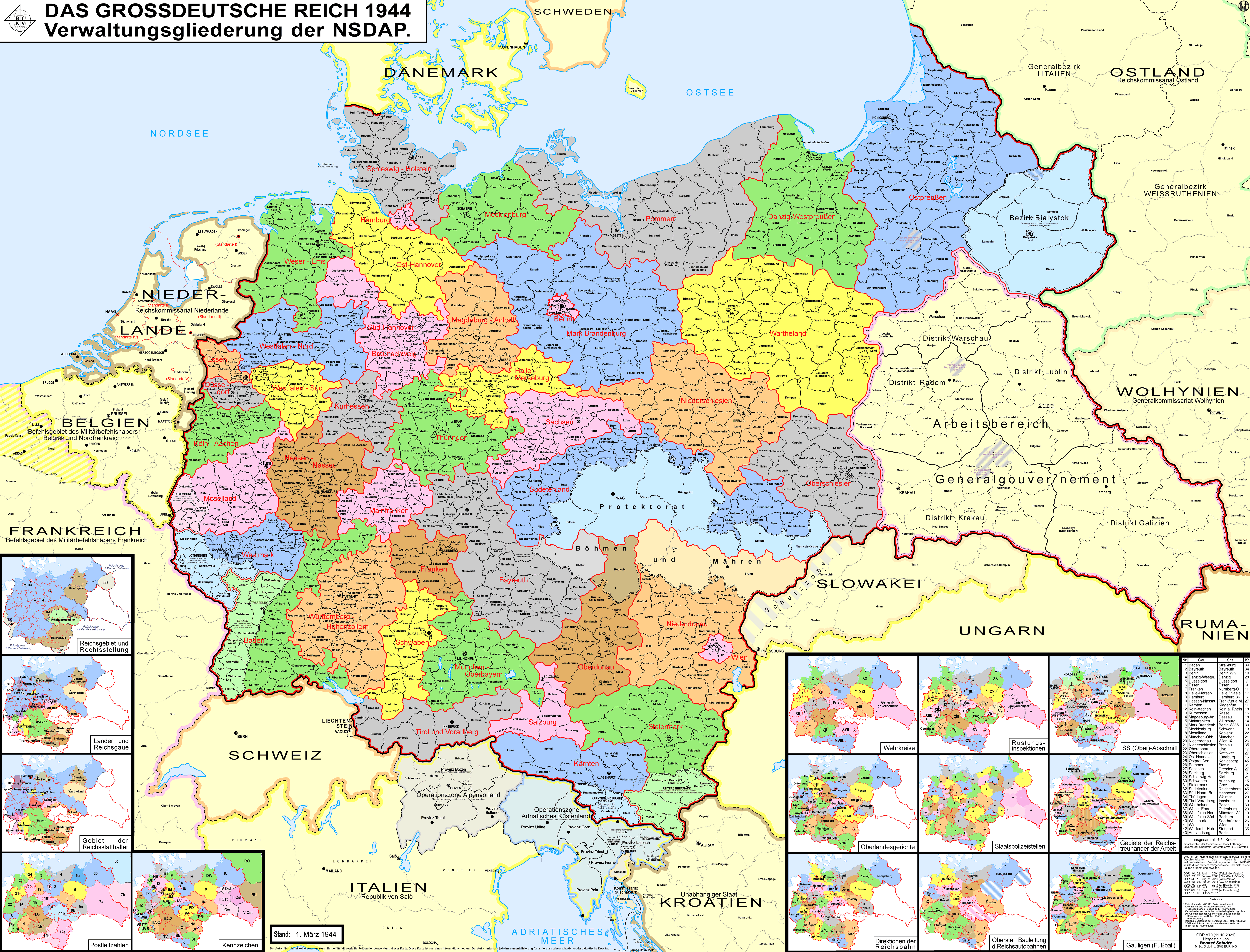
Carte des Gaue du Troisième Reich en 1944.

À partir de 1933, tous les partis, syndicats, mouvements de jeunesse ou associations non nazis ont été dissous ou absorbés, les opposants exilés ou envoyés dans des camps de concentration, les Églises exposées à des tracasseries, les autonomies régionales supprimées au profit du premier État centralisé qu'ait connu l'Allemagne, la population soumise à la surveillance étroite de la Gestapo, certes relayée par une multitude de délateurs. La justice a pareillement été soumise au régime, le sinistrement célèbre Tribunal du Peuple (Volksgerichtshof) présidé notamment par Roland Freisler ayant prononcé des milliers de condamnations à mort au cours de parodies de justice n'essayant même pas de respecter les apparences élémentaires. Plus de 30 000 condamnés à mort furent guillotinés, pendus, voire décapités à la hache sous le IIIe Reich, souvent pour de simples paroles d'hostilité ou de mécontentement. Il n'était pas rare que la Gestapo arrête des gens acquittés ou ayant fini leur peine, puis les déporte à sa guise.
À la différence de l'Italie fasciste, les rôles ne sont pas aussi répartis entre le parti et les institutions traditionnelles. En effet, les institutions héritées des périodes précédentes continuent d'exister, mais certaines sont progressivement noyautées par des structures du parti, ou plus simplement, elles ne sont plus opérantes, à l'image des Länders, par exemple, redécoupés en Gaue, circonscription territoriale du NSDAP[réf. nécessaire]. Ce maintien des classes dirigeantes traditionnelles, donc la mise en place d'un condominium sur le pays, géré par le NSDAP et les anciennes classes dirigeantes amende nettement la vision totalitaire[réf. nécessaire]. Cette alliance est appelée à se fissurer à la période des échecs militaires (il suffit de faire une biographie des principaux conjurés du complot du 20 juillet 1944 pour s'en convaincre : des militaires, décorés et honorés par le régime (Rommel), un chef de corps d'armée durant la campagne de France, fait maréchal par Adolf Hitler (Witzleben), des généraux anciennement proches d'Adolf Hitler (Hoeppner), un homme qui a voté les pleins pouvoirs en 1933 (Goerdeler)…).
En outre, à côté de cette alliance entre les conservateurs et les nazis, se met en place ce que Broszat appelle « anarchie totalitaire », par l'installation de structures ayant les mêmes compétences dans un domaine donné, et qui finissent par avoir des actions antagonistes : Warlimont, dans ses mémoires, évoque une anecdote au sujet de camions de la marine, mais dont l'armée a un besoin vital. Le représentant de la marine refuse de les mettre à disposition de l'Armée de terre, sous prétexte que beaucoup de camions ont déjà été donnés à l'Armée de terre. À l'issue de plusieurs heures de débat, Adolf Hitler ne tranche pas, renvoyant le problème à plus tard, trop tard.
Au vu de ces considérations, l'historiographie allemande caractérise donc traditionnellement le IIIe Reich comme un « État de non-droit » (Unrechtsstaat). En juin 1934, le célèbre juriste Carl Schmitt, penseur de « l'état d'exception », approuve le massacre des SA lors de la nuit des Longs Couteaux et théorise publiquement que la simple parole du Führer a force de loi, et qu'elle prime sur le droit.

### Interprétations intentionnaliste et fonctionnaliste
L'école historique allemande dite des « intentionnalistes » insiste sur la primauté d'Adolf Hitler dans le fonctionnement du régime. La forme extrême de pouvoir personnel et de culte de la personnalité autour du Führer ne serait pas compréhensible sans son « pouvoir charismatique ». Cette notion importante est empruntée au sociologue Max Weber : Adolf Hitler se considère et est considéré sincèrement comme investi d'une mission providentielle.
Sans l'idéologie (Weltanschauung, ou vision du monde) redoutablement efficace qui animait Adolf Hitler et ses fidèles, le régime nazi ne se serait pas engagé dans la voie de la guerre et de l'extermination de masse, ni dans le reniement des règles juridiques et administratives élémentaires régissant les États modernes. Par exemple, sans son pouvoir charismatique d'un genre inédit, Adolf Hitler n'aurait pas pu autoriser l'« euthanasie » massive des handicapés par quelques simples mots sur papier à en-tête de la chancellerie (opération T4, 3 septembre 1939), et encore moins déclencher la Shoah sans rédiger un seul ordre écrit. Aucun exécutant du génocide des Juifs ne demanda jamais, justement, à voir un ordre écrit : le simple mot de Führerbefehl (ordre du Führer) était suffisant pour faire taire toute question.
Comme l'a démontré l'école rivale des « fonctionnalistes » (conduite par Martin Broszat), le IIIe Reich n'a jamais tranché entre le primat du pouvoir du parti unique et celui du pouvoir de l'État, d'où des rivalités de compétence incessantes entre les hiérarchies doubles du NSDAP et du gouvernement du Reich. Surtout, l'État nazi apparaît comme un singulier enchevêtrement de pouvoirs concurrents aux légitimités comparables. C'est le principe de la « polycratie ».

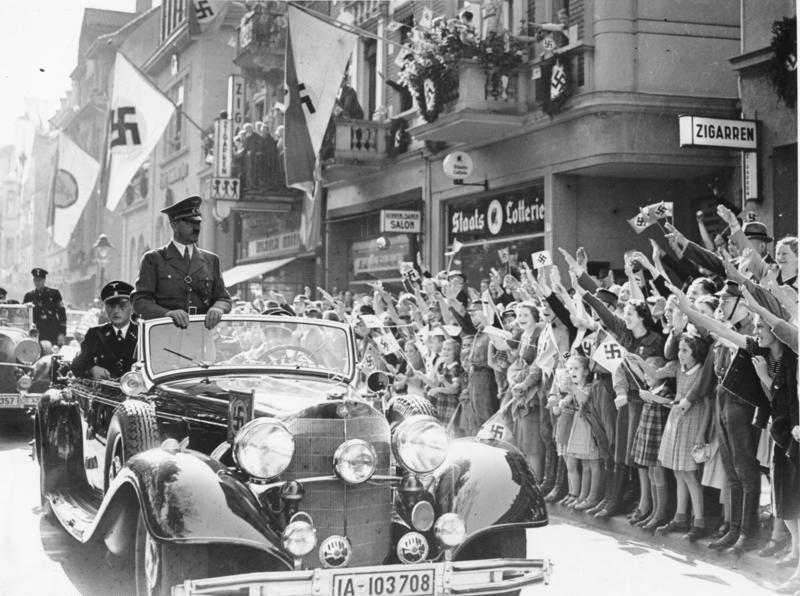
Adolf Hitler à Bad Godesberg en 1938.

Or, entre ces groupes rivaux, Adolf Hitler tranche rarement et décide peu. Fort peu bureaucratique, travaillant de façon irrégulière (sauf dans la conduite des opérations militaires), le Führer, « dictateur faible » ou « paresseux » selon M. Broszat, laisse chacun libre de se réclamer de lui, et attend seulement que les individus marchent dans le sens de sa volonté.
Dès lors, a démontré son biographe Ian Kershaw, dont les travaux font la synthèse des acquis des écoles intentionnalistes et fonctionnalistes, chaque individu, chaque clan, chaque bureaucratie, chaque groupe fait de la surenchère et essaye d'être le premier à réaliser les projets nazis fixés dans leurs grandes lignes par Adolf Hitler. C'est le cas en particulier dans le domaine de la persécution antisémite, qui s'emballe et passe ainsi graduellement de la simple persécution au massacre, puis au génocide industriel. Ce qui explique que le IIIe Reich obéisse structurellement à la loi de la « radicalisation cumulative », et que le système ne puisse en aucun cas se stabiliser.
Ce « pouvoir charismatique » explique aussi que beaucoup d'Allemands soient spontanément allés au-devant du Führer. Ainsi, en 1933, les organisations d'étudiants organisent d'elles-mêmes les autodafés de livres honnis par le régime, tandis que les partis et les syndicats se rallient au chancelier et se sabordent d'eux-mêmes après avoir exclu les Juifs et les opposants au nazisme. L'Allemagne se donne largement au Führer dans lequel elle reconnaît ses rêves et ses ambitions, plus que ce dernier ne s'empare d'elle. Selon Kershaw, le Führer est l'homme qui rend possible les plans caressés de longue date à la « base » : sans qu'il ait besoin de donner d'ordres précis, sa simple présence au pouvoir autorise par exemple les nombreux antisémites d'Allemagne à déclencher boycotts et pogroms, ou des médecins à pratiquer les expériences pseudo-médicales et les opérations de mise à mort dont l'idée préexistait à 1933.
Ce qui explique aussi, toujours selon Ian Kershaw et la plupart des fonctionnalistes, la tendance du régime à l'« autodestruction » (Selbstzerstörung). Le IIIe Reich, retour à l'« anarchie féodale » (Kershaw) se décompose en une multitude chaotique de fiefs rivaux. C'est ainsi qu'en 1943, alors que l'existence du Reich est en danger après la bataille de Stalingrad, tous les appareils dirigeants du IIIe Reich se disputent pendant des mois pour savoir s'il faut interdire les courses de chevaux, sans trancher[réf. nécessaire]. Le régime substitue aux institutions rationnelles modernes le lien d'allégeance personnelle, d'homme à homme, avec le Führer. Or, aucun dirigeant nazi ne dispose du charisme d'Adolf Hitler. Le culte de ce dernier existe dès les origines du nazisme et est consubstantiel au mouvement, puis au régime. Chacun ne tire sa légitimité que de son degré de proximité avec le Führer. De ce fait, en l'absence de tout successeur (« En toute modestie, je suis irremplaçable »[réf. incomplète]), la dictature d'Adolf Hitler n'a aucun avenir et ne peut lui survivre. La mort du IIIe Reich et celle de son dictateur se sont d'ailleurs pratiquement confondues.

## Arts, culture et sport sous le Reich hitlérien
L'arrivée d'Adolf Hitler au pouvoir marque brutalement la fin de la diversité culturelle qu'avait apportée la république de Weimar pour l'Allemagne. De nombreux autodafés ont même lieu, surtout des livres d'auteurs juifs, communistes, etc. Tous les livres de Marx, de Sigmund Freud, d'Einstein et d'auteurs célèbres à cette époque finissent brûlés en place publique. La culture est prise en main : Adolf Hitler met en place un contrôle total de la presse écrite par le parti nazi, choisit les films qui passent au cinéma… La propagande passe par ces moyens de communication ; tout a pour but de mettre en avant le parti. L'organisation des jeux olympiques d'été de 1936 est instrumentalisée pour consolider l’image de marque du régime hitlérien sur la scène internationale.
Les ouvrages scolaires sont également expurgés. Pour ne pas renoncer aux poèmes d'Heinrich Heine, quelques-uns les attribuent à un « auteur inconnu de langue allemande ».

### Proscriptions, exils, ralliements
De nombreux artistes, écrivains et savants doivent fuir d'emblée l'Allemagne nazie en raison de leurs origines juives, et/ou de leurs convictions politiques pacifistes, de gauche, antinazies, ou encore de la nature avant-gardiste de leur art.
Parmi eux les écrivains Erich Maria Remarque, Adrienne Thomas, Thomas Mann et son frère Heinrich Mann, ainsi que Bertolt Brecht, Alfred Döblin, Kurt Tucholsky, ou encore Lion Feuchtwanger, Walter Benjamin, Arthur Koestler. Il en va de même pour les metteurs en scène berlinois Max Reinhardt et Erwin Piscator. Sont aussi notamment proscrits les philosophes Husserl, Hannah Arendt ou Wilhelm Reich, la théologienne Edith Stein (juive convertie et religieuse carmélite, gazée en 1942 à Auschwitz), le peintre d'avant-garde Paul Klee, l'architecte Walter Gropius, le physicien Albert Einstein. En 1938, l'annexion de l'Autriche oblige le vieux fondateur de la psychanalyse, Sigmund Freud, à partir pour Londres. L'écrivain viennois Felix Salten rejoint la Suisse et s'installe à Zurich. Stefan Zweig, qui a dû fuir les nazis autrichiens dès 1934, se suicide en 1942.

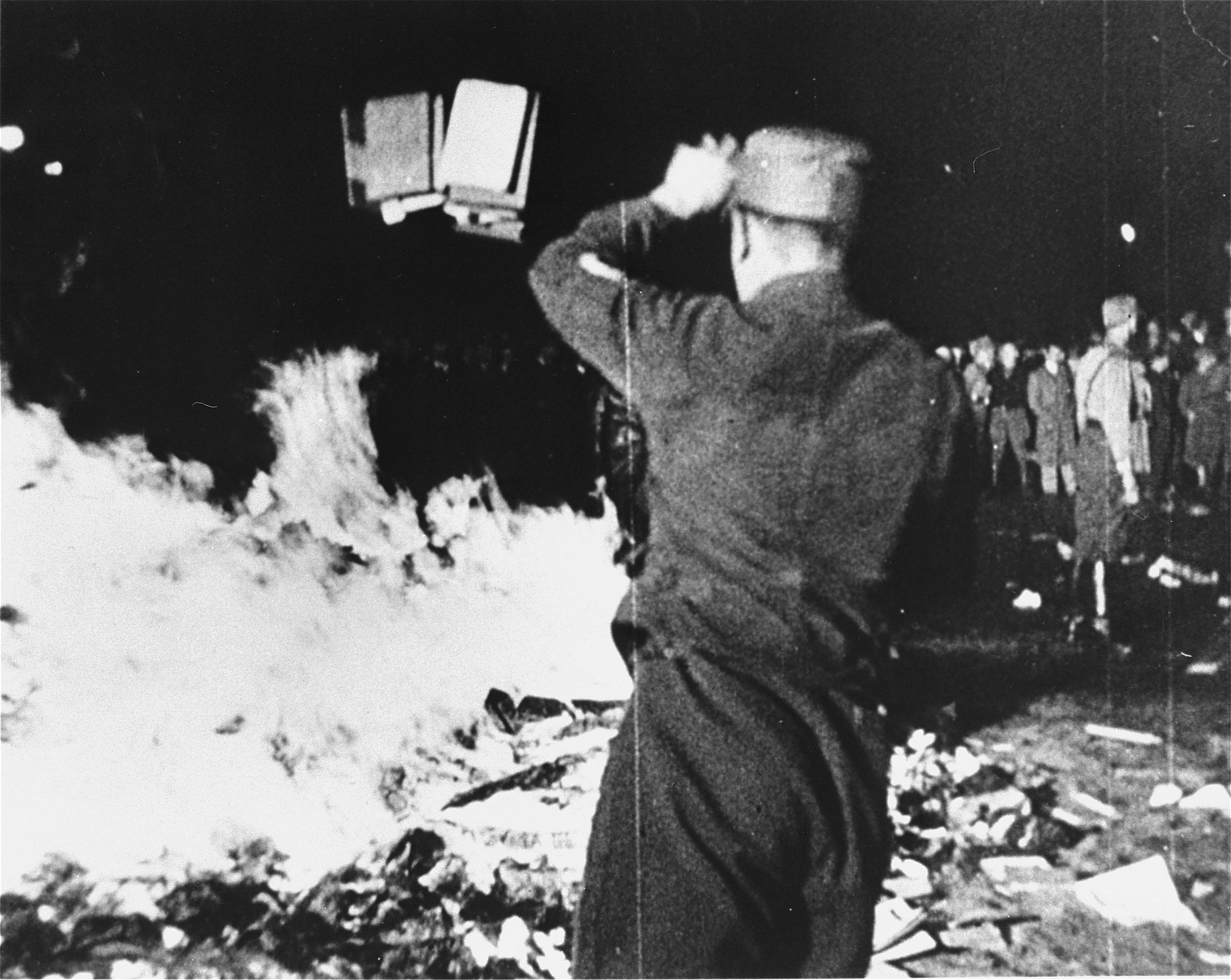
Les nazis brûlent en public les livres proscrits, 10 mai 1933.

Quelques artistes pourtant sondés par Goebbels font le choix de partir par acte de résistance au régime, ainsi le cinéaste Fritz Lang ou l'actrice Marlene Dietrich.
Un certain nombre d'artistes et d'écrivains restés en Allemagne, comme Emil Nolde (qui adhère au parti nazi en 1935), se voient interdire de peindre ou d'écrire et sont placés sous surveillance policière.
Les Juifs sont exclus de la presse, du cinéma, du monde du spectacle. Les œuvres d'auteurs juifs (comme celles de Heinrich Heine ou Moses Mendelssohn) ne peuvent plus être jouées ou interprétées, et Goebbels doit intervenir contre certains fanatiques de son propre parti qui souhaitaient interdire Mozart parce que franc-maçon.
L'autodafé spectaculaire des livres interdits, le 10 mai 1933, permit à beaucoup de commentateurs de rappeler la célèbre phrase de Heinrich Heine : « Là où on brûle des livres, on finira par brûler des hommes. » En 1937, une « exposition d'art dégénéré » très visitée sillonne l'Allemagne pour tourner en dérision les œuvres de plusieurs artistes d'avant-garde (parmi lesquels Emil Nolde), taxées de « bolchevisme culturel » ou de « gribouillages juifs et cosmopolites » par Adolf Hitler. Beaucoup de ces œuvres sont ensuite dispersées ou détruites par les nazis.
Un nombre non négligeable d'esprits se rallient toutefois plus ou moins durablement au régime hitlérien. Le philosophe Martin Heidegger prend sa carte au NSDAP et, d'après l'enquête de Víctor Farías (Heidegger et le nazisme), il paie ses cotisations jusqu'en 1945. Il accepte pendant quelques mois la fonction de recteur à Fribourg ; avant de s'opposer fondamentalement au national-socialisme en déclarant : « Le national-socialisme est un principe barbare. » Le théoricien du droit Carl Schmitt devient le juriste nazi officiel. Nombre de musiciens et d'interprètes entretiennent des relations très cordiales avec le régime et ses plus hauts dirigeants, acceptant ou sollicitant les commandes officielles, notamment les compositeurs Carl Orff et Richard Strauss, la cantatrice Elisabeth Schwarzkopf ou les chefs d'orchestre Wilhelm Furtwängler et Herbert von Karajan. Dans le domaine de l'art populaire, les internationalement réputés Comedian Harmonists sont obligés de se dissoudre.

### Art officiel nazi
Dès 1933, Goebbels impose la création des Reichskulturkammer, organisation corporatiste des métiers de la culture. Nul ne peut publier ou composer s'il n'en est membre.
Les cérémonies nazies récupèrent particulièrement la musique de Richard Wagner et celle de Anton Bruckner, favorites du Führer. Un « art nazi » conforme aux canons esthétiques et idéologiques du pouvoir se manifeste au travers des œuvres d'Arno Breker en sculpture, de Leni Riefenstahl au cinéma ou d'Albert Speer, confident d'Adolf Hitler, en architecture. Relevant souvent de la propagande monumentale, comme le stade olympique de Berlin destiné aux Jeux de 1936, ces œuvres au style très néo-classique développent aussi souvent l'exaltation de corps « sains », virils et « aryens ».
Le Führer confia à Albert Speer le projet pharaonique (et inabouti) de reconstruction de la capitale Berlin. Celle-ci aurait dû prendre le nom de Germania et se couvrir de monuments néoclassiques au gigantisme démesuré : la coupole du nouveau Reichstag aurait été 13 fois plus grande que celle de St-Pierre de Rome, l'avenue triomphale deux fois plus large que les Champs-Élysées et l'Arche triomphale aurait pu contenir dans son ouverture l'Arc de triomphe parisien (40 m de haut). Le biographe de Speer, Joachim Fest, décèle à travers ces projets mégalomanes une « architecture de mort ». En pleine guerre, Adolf Hitler se réjouit que les ravages des bombardements alliés facilitent pour l'après-guerre ses projets grandioses de reconstruction radicale de Berlin, Hambourg ou Linz.

### L'instrumentalisation du sport
Les Jeux olympiques d'hiver de 1936 à Garmisch-Partenkirchen puis les jeux olympiques d'été de 1936 à Berlin furent des jalons non négligeables dans la consolidation de l’image de marque du régime hitlérien sur la scène internationale, cela en dépit de son caractère notoirement raciste et ouvertement belliqueux. Les attitudes des gouvernements occidentaux qui, en faisant confiance à Adolf Hitler et à ses promesses en faveur des Juifs et de la non-discrimination raciale en général, entamaient une série de capitulations dont les accords de Munich sont l’apothéose. Le Comité international olympique lui-même a été accusé d'avoir une part de responsabilité dans l’édification de l'image positive de l’hitlérisme.

## Économie

### Situation économique et sociale à l'arrivée d'Adolf Hitler au pouvoir
La Grande Dépression de 1929 s'était traduite par une montée importante du chômage dans les pays développés. En Allemagne, il y avait environ 3 500 000 chômeurs en 1930. Les historiens et économistes (Maury Klein (en), Daniel Cohen, Joseph Stiglitz entre autres) reconnaissent que la crise de 1929 a eu un impact majeur sur la montée du nazisme, conséquence directe du retrait des capitaux américains d’Allemagne.
Robert Ley, adhérent du parti nazi dès 1923 et élu député au Reichstag en 1932, fut chargé de l'élimination des syndicats, qui furent remplacés par le Deutsche Arbeitsfront en 1933, organisation de type corporatiste. Liée au DAF, la « Kraft durch Freude » (Force par la joie) fut chargée d'offrir aux classes populaires des loisirs de masse étroitement encadrés. Elle offrit par exemple à des milliers d'ouvriers des croisières en mer Baltique sur ses deux paquebots.
À la fois anticapitaliste et antimarxiste, et soucieux de se rallier la classe ouvrière, le régime nazi voulut comme tout fascisme expérimenter une troisième voie entre libéralisme et collectivisme. L'État nazi intervint ainsi largement dans l'économie. Il mena une politique de grands travaux (essor du réseau autoroutier), lança un programme ambitieux de logements sociaux, de réfection des cantines ouvrières, ou de loisirs de masse. En 1936, Adolf Hitler fit concevoir par Ferdinand Porsche les premières Volkswagen ou « voiture du peuple », censées être accessibles aux Allemands les plus modestes – en réalité, peu sont construites sous le IIIe Reich, leurs usines de montage étant vite affectées à la construction de chars. Mais aussi, le régime imposa la planification et une stricte autarcie, obligeant les industriels et les particuliers à remplacer par des ersatz de moindre qualité les produits interdits d'importation.
Dès l'origine, l'économie du Troisième Reich s'est orientée vers la remilitarisation de l'Allemagne, puis la préparation de la guerre. Cette politique s'est appuyée dès 1933-1934 sur une série de lois économiques qui favorisèrent la réorganisation complète de l'industrie, puis fut accentuée à partir de 1936 avec le lancement du plan de Quatre Ans confié à Hermann Göring. Celui-ci constitua le tout-puissant cartel des Reichswerke Hermann Göring, devenu très vite l'une des plus grosses entreprises d'Allemagne puis, après la mise sous tutelle des industries des pays conquis, une des plus grosses du monde.
Le développement de l'industrie de l'armement fut grandement facilité par la technologie de la mécanographie et de la carte perforée Hollerith, fournie par la Dehomag. Les méthodes de comptabilisation, qui permettaient de connaître avec précision la nature du travail effectué par les ouvriers, orientèrent l'industrialisation dans ce sens.
À partir de 1941, l'état-major SS a entériné le programme d'exploitation de travailleurs forcés et de prisonniers de guerre, dans des conditions extrêmes pour les dits « travailleurs ». Très fréquemment, ces travaux étaient d'ailleurs simplement une manière « économiquement efficace » de liquider les ennemis du régime en maximisant leur utilité économique. Littéralement, on les tuait à la tâche. Le camp Auschwitz-Birkenau n'est qu'un exemple parmi d'autres.
Les entreprises IG Farben, Krupp AG, BMW, Mercedes-Benz, Volkswagen ont toutes participé à ce système, mais également des entreprises étrangères, telles Fordwerke, filiale allemande du groupe Ford, et Opel, filiale du groupe General Motors. Henry Ford notamment participa activement à la constitution de l'arsenal de la Wehrmacht avant l'entrée en guerre de l'Allemagne, et accepta en 1939, la même année que Benito Mussolini, la plus grande décoration qu'Adolf Hitler pouvait décerner à un étranger, la grand-croix de l’ordre de l'Aigle allemand.

### Évolution du chômage
En comparaison avec les États-Unis ou l'Angleterre, ces chiffres sont très flatteurs, sur le papier. Mais, outre le surendettement de l'État qu'impliquait la politique de militarisation et de plein emploi, il faut ajouter que :
« Cette performance apparente fut obtenue au moyen de mesures de plus en plus attentatoires aux libertés. Ainsi, le 22 juin 1938, une ordonnance ouvrit le droit pour les autorités de réquisitionner la main-d'œuvre pour une tâche précise. Le 1er septembre 1939, c'est la fin de toute liberté en matière de choix d'un emploi. La militarisation de la classe ouvrière s'était esquissée dès avant la guerre. La ligne Siegfried (Westwall ou « mur de l'Ouest ») fut construite au moyen de la réquisition de 400 000 ouvriers (22 juin 1938). »
— (Source : Alfred Wahl L'Allemagne de 1918 à 1945, p. 136)

### Les rapports sociaux dans la société totalitaire nazie
À partir de 1933, la société allemande est profondément remodelée sous l'action d'une vision totalitaire. Brisant un certain nombre de cadres hérités de la période précédente, le nouveau pouvoir rebat les cartes des rapports sociaux, définissant, au sein de la société allemande, des groupes sociaux qui subissent le régime et des catégories sociales qui bénéficient du régime. Cependant, malgré l'emploi d'une rhétorique misant sur l'harmonie des rapports sociaux redéfinis dans la communauté du peuple, les conflits inhérents à une société industrielle n'ont pas disparu et, à partir de 1936, des revendications salariales, conséquence du plein emploi, réapparaissent.

#### Catégories sociales perdantes
En effet, dès les premiers mois d'installation du gouvernement de coalition entre les nazis et les conservateurs, se dessinent les contours des groupes qui perdent, par rapport à la période précédente, ce qui avait été conquis ou octroyé : les salariés, en dépit de nombreuses proclamations, ainsi que les femmes et les Juifs.
Dans un contexte de chômage de masse, la destruction des syndicats entraîne le durcissement des conditions de vie des salariés, touchant aussi bien les rémunérations que les conditions de travail : la loi du 4 avril 1933 autorise le licenciement de tout employé communiste, de représentant social-démocrate ou de tout militant syndical sans préavis : tout salarié mal vu peut, à partir de la mise en application de cette loi, être licencié de façon arbitraire sans aucun moyen de défense. Par delà la rhétorique mise en avant (chaque entreprise serait une communauté au sein de laquelle chacun aurait des droits et des devoirs), les dirigeants d'entreprise voient leurs pouvoirs renforcés.
Les salariés, après la dissolution des syndicats, doivent être inscrits au Front du Travail. Cette institution regroupe à la fois les salariés et leurs employeurs, régit les relations au travail, et se trouve placée sous la tutelle du ministère du Travail du Reich. Confiées à des commissaires aux compétences territoriales élargies, les relations sociales sont dorénavant régies par le Führerprinzip, dans une rhétorique néoféodale, insistant sur la relation de dépendance du salarié envers son employeur.
À cela, s'ajoute le fait que l'indice des salaires (100 en 1932) était retombé à 97 en 1938. En 1937, le niveau des salaires était à peu près celui de 1929. Le pouvoir d'achat de la classe ouvrière est inférieur en 1939 à celui de 1933. À partir de juin 1938, les salaires sont fixés d'autorité.
Cependant, des sources indiquent le contraire : l’historien britannique Niall Ferguson nota que les prix à la consommation entre 1933 et 1939 avaient augmenté au taux annuel moyen de seulement 1,2 %. Cela signifiait en réalité que les travailleurs allemands s’en sortaient mieux, aussi bien en valeur réelle que nominale : entre 1933 et 1938, le revenu hebdomadaire net (après déduction des impôts) augmenta de 22 %, tandis que le coût de la vie avait augmenté de seulement 7 %. Le revenu des travailleurs continua d’augmenter, même après le déclenchement de la guerre en septembre 1939. La rémunération horaire moyenne des travailleurs allemands augmenta de 25 %, et le salaire hebdomadaire de 41 % jusqu’en 1943.
À propos de la fin 1935, J.K Galbraith écrivait également : « le chômage touchait à sa fin en Allemagne. En 1936, les revenus élevés tiraient à la hausse les prix ou bien permettaient de les augmenter […] à la fin des années trente l’Allemagne avait atteint le plein emploi et des prix stables. C’était un exploit absolument unique dans le monde industriel ». Le qualificatif de classe perdante serait donc à nuancer.
Les paysans, nombreux à avoir voté pour les nazis, ne voient pas l'exode rural s'arrêter (il a même tendance à s'accélérer) ni leur situation s'améliorer réellement. Les petits commerçants et artisans menacés par la modernisation économique, et qui avaient fourni de gros bataillons aux SA, sont aussi floués : au nom de l'efficacité économique et par souci de préparer la guerre, le gouvernement encourage légalement la concentration des petites entreprises, dont plus de 400 000 disparaissent entre 1933 et 1939.
Enfin, en raison de la conception que les nazis avaient de la femme, celles-ci furent peu à peu cantonnées à leur rôle traditionnel. Dès 1933, les femmes sont poussées hors de la fonction publique, ne peuvent plus être directrices dans l'enseignement, n'ont plus le droit d'être avocates, ni juges. Les ouvrières sont poussées vers l'agriculture. Les ouvrières célibataires de moins de 25 ans furent ainsi contraintes à faire une année dans les champs. 1,3 million de femmes supplémentaires furent employées dans l'agriculture entre 1933 et 1939. La politique vis-à-vis des femmes s'est cependant un peu assouplie à l'approche de la guerre.

#### Catégories bénéficiaires du régime
Si des groupes sociaux ont été floués ou matés en 1933-1934, d'autres, par contre, ont su tirer parti du nouveau cadre politique et institutionnel. En effet, après quelques incertitudes, notamment en raison d'actions violentes de la SA, le décret du 31 mai 1933, préparé lors d'une rencontre entre Adolf Hitler et des représentants des industriels allemands, lève toute ambiguïté sur la place dévolue aux représentants de l'industrie et des services dans la réorganisation nationale-socialiste. De plus, dès le 30 janvier, les intérêts privés, représentés par Hugenberg, sont fortement présents dans le gouvernement du Reich ; ils se voient renforcés par la nomination du Dr Schmitt, directeur général des assurances Allianz, et non d'un cadre du parti, au gouvernement.
Dans le même temps, les représentants de l'industrie lourde jouent un rôle accru au sein du NSDAP et de l’État, à l'image de Fritz Thyssen, nommé par Goering conseiller d'État à vie en Prusse, jouant de ce fait un rôle important de conseiller économique dans les Gaue de Rhénanie. Ainsi, la loi sur les cartels du 15 juillet 1933, qui donne aux ministères de l'économie et de l'agriculture un pouvoir sur la constitution de cartels et de contrôle de ces derniers, renforce les intérêts des cartels déjà existants, en rendant théorique le contrôle étatique sur ces institutions.
De plus, la lutte contre la corruption est considérablement allégée à partir de mai 1933.
Dans le même temps, la direction du NSDAP, Adolf Hitler en tête, écarte tous les militants susceptibles de remettre en cause ces nouveaux choix économiques, illustrés par la nomination de membres éminents du patronat allemand à des postes clés de la direction de l'économie : ainsi, les décrets du printemps 1933 annulent les plaintes déposées par le parti à l'encontre des industriels pour corruption.

## Expansionnisme nazi

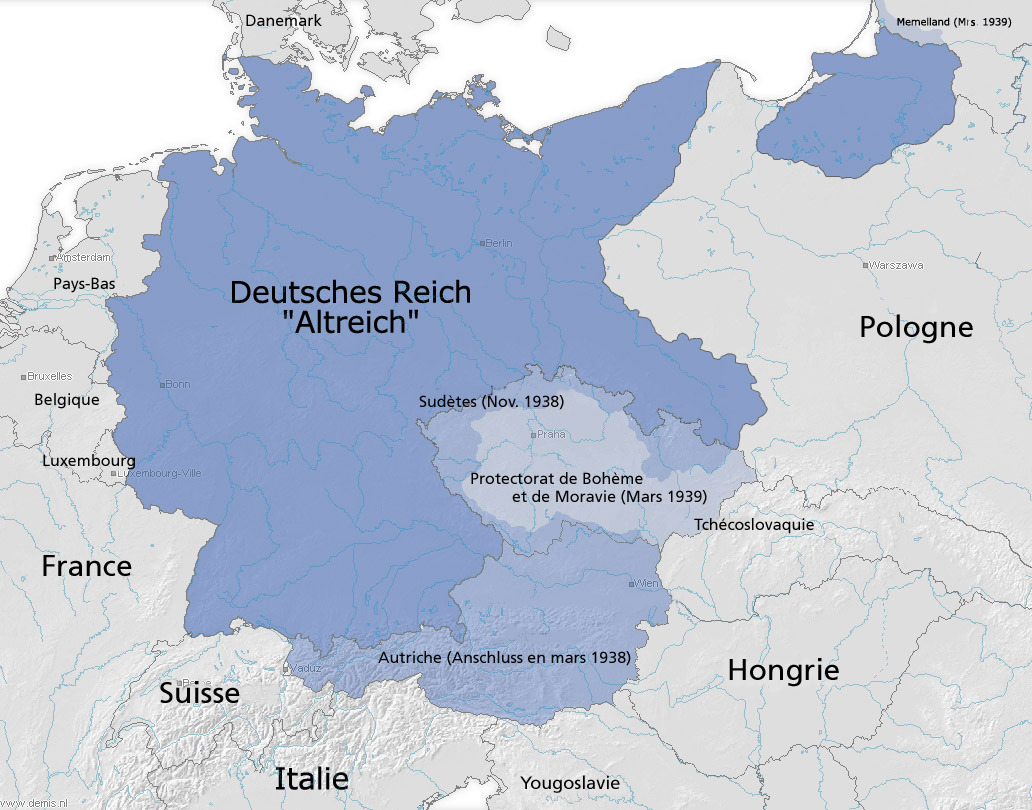
Carte des agressions nazies avant le déclenchement de la Seconde Guerre mondiale : l'Allemagne procède à des annexions de terres où vivent des germanophones, au mépris de la SDN ; le régime confortant ainsi sa popularité auprès de l'opinion publique allemande (l'utopie nationaliste de la Grande Allemagne remonte au XIXe).

### Les fondements idéologiques
La justification de l’expansionnisme nazi se trouve déjà dans Mein Kampf (1926). Le régime nazi se réclame du fascisme, défini par Benito Mussolini comme un régime militariste et anti-pacifiste. Il nourrit le culte de la virilité et de la violence guerrière, et vit dans le souvenir permanent de l'expérience de la Grande Guerre. Enfin, Adolf Hitler viole constamment le traité de Versailles, imposé à l’Allemagne en 1919. Méprisant les institutions internationales, posant le primat de la force sur le droit, il traite les traités internationaux conclus de « chiffons de papier ». D'emblée Adolf Hitler se met à bafouer ouvertement le traité de Versailles, dont il ne reste plus grand-chose dès 1938-1939. Le 14 octobre 1933, l'Allemagne quitte la Société des Nations tout en proposant des discussions bilatérales sur la sécurité. En janvier 1935, les Sarrois votent massivement leur rattachement à l'Allemagne. Cette victoire améliore l'image des nazis à l'étranger. La conscription est réintroduite le 16 mars 1935, en violation ouverte du traité de Versailles. Les effectifs de la Wehrmacht sont portés à 550 000 hommes. En même temps, Adolf Hitler négocie avec les Britanniques. Le 18 juin 1935, un accord anglo-germanique autorise l'Allemagne à se doter d'une flotte équivalente à 35 % de celle du Royaume-Uni. En fait, les Allemands cherchent à dessiner un nouveau partage du monde qui leur réserverait l'Est de l'Europe.
Le projet nazi reprend en partie les vieux thèmes du pangermanisme. Selon Adolf Hitler, la réunification du « sang allemand » est un impératif moral, même si cette communauté se révélait nuisible sur le plan économique. Il revendique donc des territoires qui étaient allemands avant la Première Guerre mondiale et invoque la communauté de sang et de culture pour annexer d'abord l’Autriche, puis la région des Sudètes en 1938. À partir de 1939, Adolf Eichmann est aussi chargé de « rapatrier » les minorités allemandes dispersées depuis des siècles à travers toute l'Europe centrale et orientale.
Mais au désir de regrouper tous les Allemands s'ajoute l'idée que les Aryens, « race des Seigneurs » (Herrenvolk) auraient besoin d’un espace vital (Lebensraum) pour survivre, et que celui-ci, potentiellement illimité, doit être conquis par la force à l’Est (Drang nach Osten). Considérant les Slaves comme une race inférieure (des « sous-hommes », Untermenschen), le projet nazi ambitionne donc de conquérir l’Europe orientale et de réduire ses populations en esclavage, voire de les éliminer. La Tchécoslovaquie, jeune démocratie abritant une population allemande, est le premier pays démantelé par les Allemands. La Pologne, qui abrite une large population juive, est particulièrement visée par le Troisième Reich.

### Vers la guerre

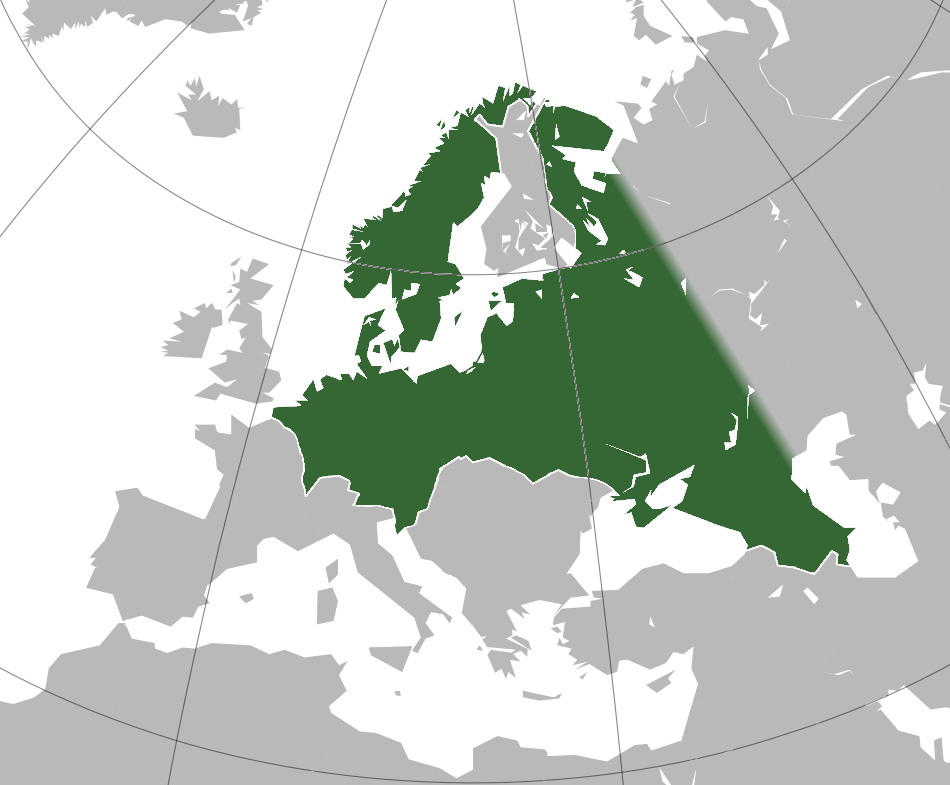
Les frontières du « Grand Reich germanique » telles que planifiées selon le Generalplan Ost (conquête d'un espace vital pour l'Allemagne en Europe de l'Est).

Le Führer prépare la société allemande à la guerre. Dans les Jeunesses hitlériennes, organisations obligatoires (à partir de 1936) pour les adolescents, l’entraînement physique et moral doit former des hommes nouveaux, courageux jusqu’à l’extrême et capables de tuer sans éprouver la moindre pitié. Habillés en uniformes, les jeunes allemands apprennent à être fidèles à Adolf Hitler. L’économie est militarisée et tournée vers la production d’armes. Adolf Hitler prend lui-même le commandement de l’armée en 1938. Le 7 mars 1936, la Wehrmacht entre en Rhénanie, démilitarisée depuis le traité de Versailles. La Grande-Bretagne et la France condamnent cette action mais n'interviennent pas alors qu'Adolf Hitler avait prévu de reculer s'il rencontrait une résistance. L'inaction des démocraties conforte la volonté d'Adolf Hitler de réaliser la grande Allemagne et en protestant publiquement de son pacifisme. Adolf Hitler ensuite multiplie les pressions sur le chancelier autrichien Schuschnigg pour qu'il cède le pouvoir au nazi Arthur Seyss-Inquart. Sans soutien extérieur, le chancelier cède et le 12 mars 1938, Adolf Hitler entre en Autriche. Il annonce le rattachement du pays au Reich et obtient 99 % de oui de la part des Autrichiens au plébiscite d'avril. L'Anschluss ne rencontre aucune opposition internationale. Après les accords de Munich, le Royaume-Uni et la France laissent Adolf Hitler s’emparer des Sudètes.
Les deux pays sont mis devant le fait accompli lorsque la Bohême-Moravie, Memel et la ville libre de Dantzig sont annexés en 1939.

### Réactions des démocraties
À la fin des années 1930, les démocraties européennes sont dans une situation difficile. La Grande Crise de 1929 n'est pas entièrement résolue. Le pacifisme est extrêmement puissant dans les opinions publiques. La spécificité du nazisme est rarement perçue et beaucoup persistent longtemps à voir en Adolf Hitler un nationaliste allemand comme les autres. La SDN n’a pas de réel pouvoir et les États-Unis sont isolationnistes.

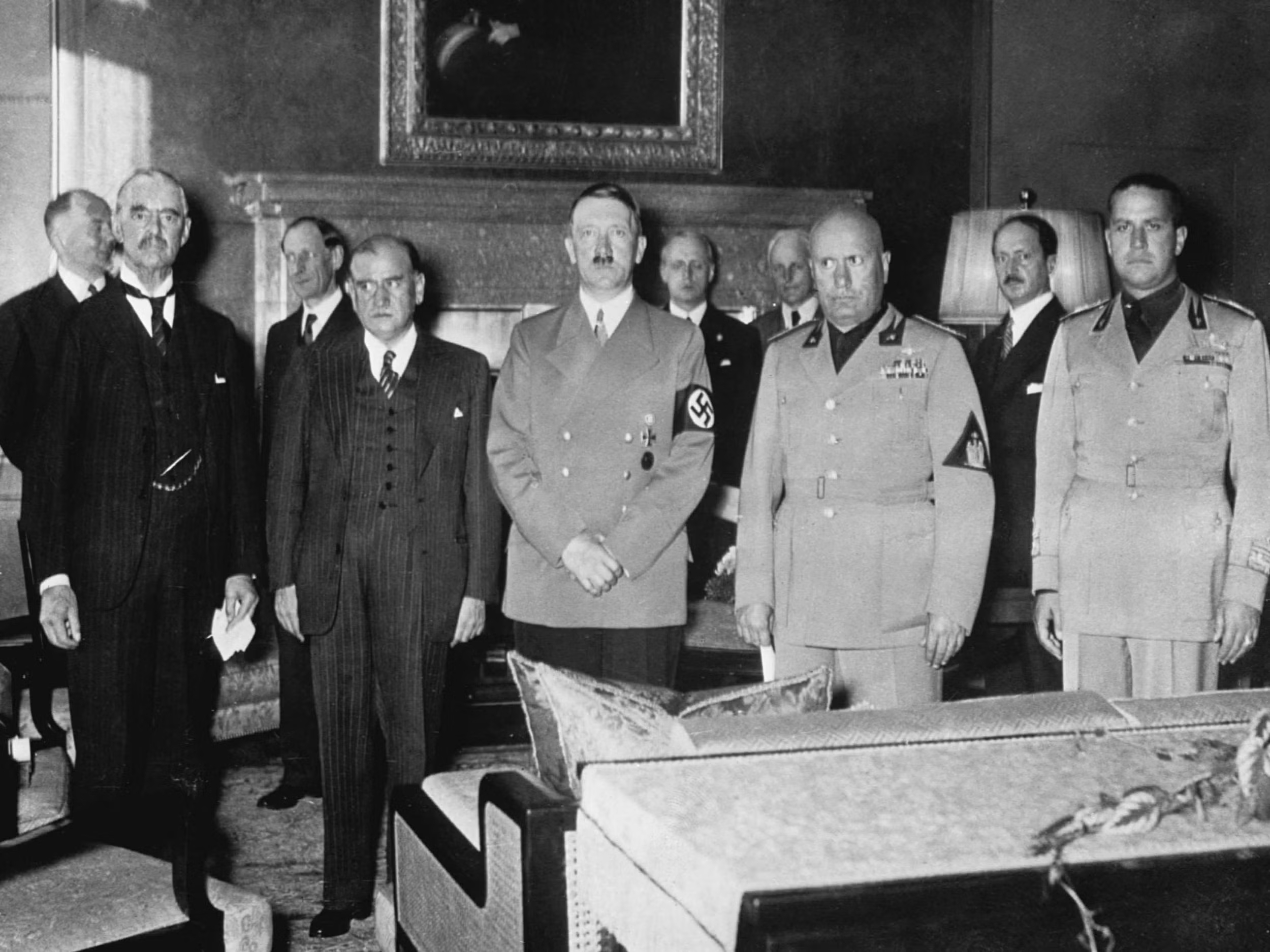
Chamberlain, Daladier, Hitler et Mussolini sur le point de signer les accords de Munich, 1938.

Une grande partie de l’Europe est aux mains de dictatures autoritaires (Espagne, Portugal, Autriche…) fascistes (Italie) ou communistes (URSS). L’Allemagne a conclu une série d’alliances qui la renforce : Axe Rome-Berlin puis Pacte d'acier avec l’Italie, enfin, en août 1939, pacte germano-soviétique avec l’URSS de Joseph Staline. Francisco Franco, qu'Adolf Hitler a aidé activement à arriver au pouvoir pendant la guerre civile espagnole par l'envoi de la légion Condor, est l'allié moral du Reich. Les États des Balkans, qui ont conclu des accords commerciaux de clearing avec le Reich, sont sous l'influence économique voire diplomatique de Berlin. La Belgique et les Pays-Bas se replient dans des neutralités frileuses. La France et le Royaume-Uni sont isolées et vivent dans le spectre de la Grande Guerre.
Malgré l’alliance qui les unit à la Tchécoslovaquie, la France et le Royaume-Uni se gardent bien d’intervenir lorsqu'Adolf Hitler déclare son intention de rattacher les Sudètes. Les accords de Munich de 1938 marquent l'ultime tentative de conciliation des démocraties devant les prétentions territoriales nazies : elles laissent Adolf Hitler s’emparer des Sudètes en octobre 1938.
À cette époque, beaucoup de partisans de l’« apaisement » avec l'Allemagne nazie croient qu'Adolf Hitler s'en tiendra à démolir les dispositions les plus humiliantes du traité de Versailles et aux traditionnels projets pangermanistes. Pour le Premier ministre britannique Neville Chamberlain, l'annexion de l'Autriche n'est ainsi qu’« une affaire entre Allemands », et la Tchécoslovaquie « un petit pays dont nous ne savons presque rien ». Mais le 15 mars 1939, le Reich s'empare de Prague et détruit l'État tchécoslovaque, absorbant donc des populations slaves et nullement allemandes. Les opinions occidentales basculent, les gouvernements comprennent que le IIIe Reich nourrit des ambitions hégémoniques illimitées.
Lorsque les armées allemandes pénètrent en Pologne, elles ne peuvent plus reculer et doivent déclarer la guerre. Toutefois, les démocraties n'entrent pas en Allemagne, alors qu'elles auraient pu tirer profit de la division de l'armée allemande pendant la campagne de Pologne.

## Le Reich en guerre

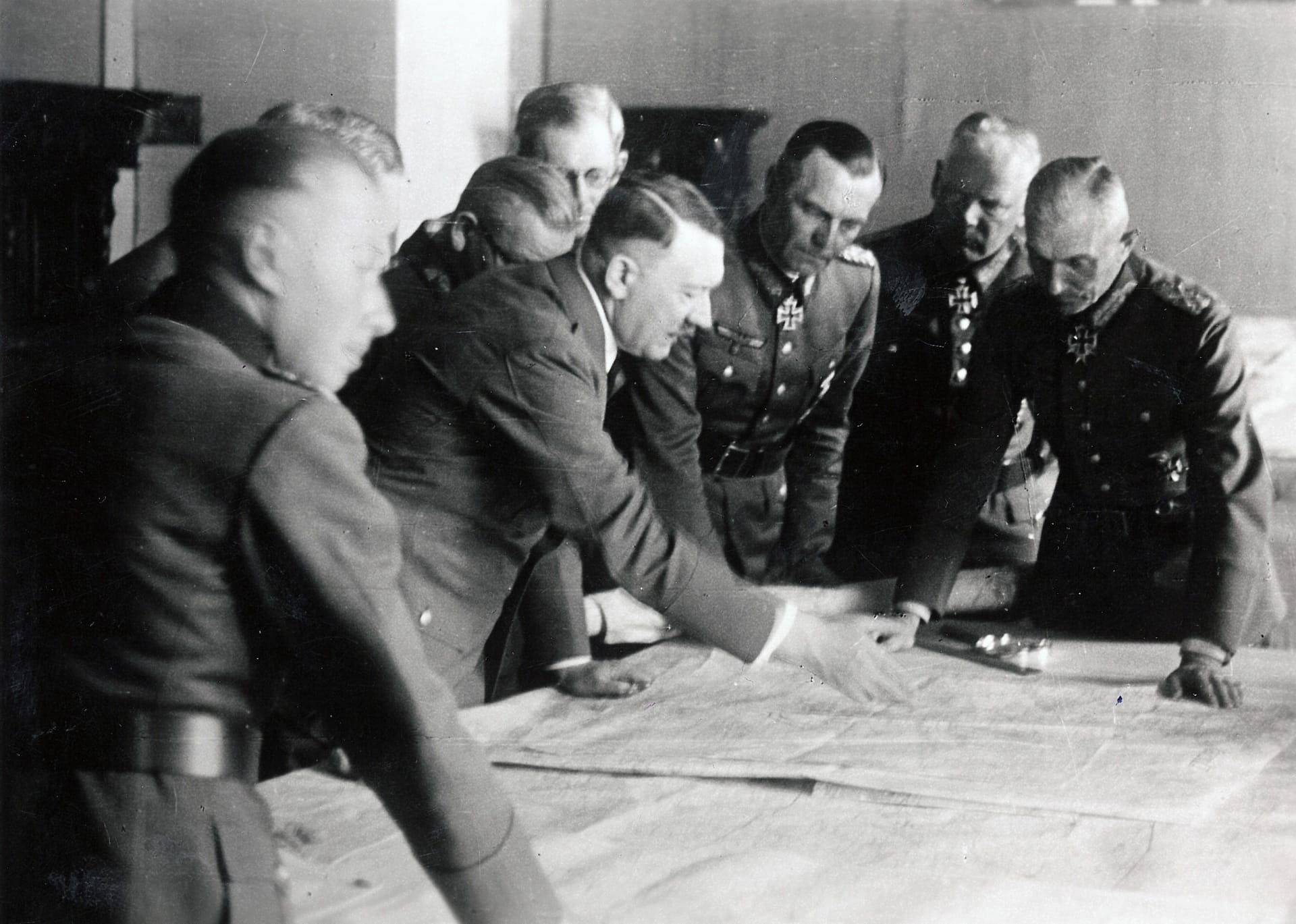
Hitler, Adolf Heusinger, Fedor von Bock, Friedrich Paulus, en 1942 au quartier général du groupe d'armées Sud.

Le 1er septembre 1939 à 4 h 45 du matin, le Reich envahit la Pologne sans déclaration de guerre, déclenchant la Seconde Guerre mondiale en Europe. L'occupation militaire allemande de la plus grande partie du continent européen a lieu rapidement et, jusqu'en 1941, le territoire contrôlé par les nazis va du Cercle Polaire et de la Manche jusqu'à l'Afrique du Nord et aux portes de Moscou. Dans tous les pays, le IIIe Reich trouve des forces de collaboration pour l'assister, mais sa domination est combattue par les mouvements de résistance. La Grande-Bretagne cependant refuse de se retirer de la guerre même après la défaite de la France et l'armistice du 22 juin 1940. Elle est le seul adversaire du Reich entre juin 1940 et juin 1941, quand Adolf Hitler envahit brusquement l'Union soviétique, violant le pacte de non-agression et s'ouvrant un autre front de bataille. Celui-ci signe par ailleurs un pacte d'amitié avec la Turquie le 18 juin 1941.
Or, à partir de la défaite devant Moscou (6 décembre 1941), dont il a sous-estimé la puissance, Adolf Hitler perd l'espoir d'une guerre courte. Trois gigantesques potentiels humains et industriels sont désormais alliés contre lui : l'URSS, l'Empire britannique et les États-Unis, auxquels, après l'agression japonaise sur Pearl Harbor, il a déclaré la guerre le 11 décembre 1941, sans aucun bénéfice pour l'Allemagne.
Se résignant à proclamer la mobilisation totale voulue par Goebbels et Speer, Adolf Hitler accentue le pillage des pays occupés et met en œuvre la guerre totale. À partir de début 1942, la production d'armements s'accroît et elle est encore supérieure en février 1945 à ce qu'elle était en 1942, malgré des attaques aériennes massives des Alliés contre les cibles civiles et industrielles.

### Évolution du régime pendant la guerre
Le totalitarisme nazi se renforce encore avec la guerre. Sous la direction de Heinrich Himmler (1900-1945), l'appareil policier développe des pouvoirs illimités. Se radicalisant sans fin, le IIIe Reich perpètre sur son territoire et à travers les pays occupés, surtout à l'Est, des crimes contre l'humanité : le lancement du génocide industriel des Juifs est entériné par la conférence de Wannsee le 20 janvier 1942 ; l'extermination s'abat aussi sur les handicapés mentaux allemands, les Tziganes, les Polonais et les Slaves, sujets au Generalplan Ost ; d'innombrables résistants de toute l'Europe affluent dans les camps de concentration en territoire allemand, tandis que la Wehrmacht et les SS perpètrent à l'extérieur massacres et tortures. En juillet 1942, au cours d'une cérémonie au Reichstag, Adolf Hitler se fait donner officiellement droit de vie et de mort sur tout citoyen allemand. Le complot du 20 juillet 1944 contre Adolf Hitler, mené par des résistants allemands, est réprimé dans le sang : plus de 5 000 personnes sont suppliciées après des procès aux verdicts connus d'avance, leurs familles déportées en vertu du principe totalitaire de la responsabilité collective (Sippenhaft).

### Les derniers mois
À partir de novembre 1944, tous les Allemands sont appelés à servir dans la Volkssturm, une milice sous-équipée : les derniers défenseurs du IIIe Reich seront souvent des vieillards et des préadolescents armés de vieux fusils. Dans les ruines de Berlin et de Vienne assaillies par l'Armée rouge, les SS pendent encore en public tous ceux qui parlent de cesser un combat sans espoir.
Au printemps 1945, le Troisième Reich, bombardé quotidiennement, sillonné de millions de réfugiés fuyant l'avancée soviétique, et assailli de toutes parts, se trouve en ruines.
Déclarant que le peuple allemand ne mérite pas de lui survivre puisqu'il ne s'est pas montré le plus fort, Adolf Hitler donne l'ordre en mars 1945 d'une politique de la terre brûlée d'une radicalité jamais égalée : il s'agit de détruire non seulement les usines et toutes les voies de communication, mais aussi les centrales thermiques et électriques, les stations d'épuration et tout ce qui est indispensable à la vie des Allemands. Dans la pratique, toutefois, ces ordres furent peu appliqués sur le terrain.

### L'alimentation sous le IIIe Reich
L'alimentation sous le Troisième Reich est un sujet peu évoqué par les pairs. Au départ, le Parti d'Hitler promouvait l'accès à la nourriture dans sa stratégie d'élection. En fait, une affiche électorale de l'époque aujourd'hui conservée où Hitler est illustré comme la solution à l'incertitude et la faim, de même que plusieurs autres affiches du genre. Même après que les Nazis s'emparent du pouvoir en 1933, la faim demeure un thème central dans la propagande du Parti. En l'occurrence, le régime totalitaire allemand opte pour un strict contrôle des libertés culinaires populaires durant la Seconde Guerre mondiale, notamment au niveau des proportions et de la qualité de la nourriture disponible sur le marché. Pourquoi? Le but du régime était en fait de supporter l'idée que les Allemands ne vivraient plus une situation de faim extrême comme ce fut le cas lors du blocus de 1914-1918, source d'insécurité et d'un profond traumatisme pour la société allemande. Cependant, ce contrôle total des denrées n'empêche pas les pénuries alimentaires et oblige les Allemands à être hyperminimalistes en cuisine. Par exemple, des mets rudimentaires comme la soupe de Spätzle sont favorisés : il s'agit d'une soupe à base de farine, d'œuf et d'eau, avec un peu de sel.

### Une désintégration toujours plus poussée des pouvoirs au sein d'un Reich aux abois
À partir de l'hiver 1944-1945, le Reich connaît un processus de désintégration de plus en plus accentué au fil des semaines. Ce processus de désintégration se matérialise par la décentralisation de la répression et par ce que Bormann appelle « la calamité des communications ».
En effet, en novembre 1944, Heinrich Himmler confie par décret aux responsables de la police et des SS de chaque Gau le pouvoir de mener des actions dirigées contre les travailleurs étrangers, perçus comme une cinquième colonne particulièrement bien organisée, et à partir de février 1945, Kaltenbrunner autorise ces mêmes responsables à pratiquer des exécutions arbitraires à l'encontre de ces populations, ciblant particulièrement les travailleurs de l'Est ; ces consignes sont appliquées avec zèle par la Gestapo, zèle annonciateur des massacres des dernières semaines du conflit.
Mais la violence est également dirigée contre les populations allemandes. En effet, le décret promulgué le 15 février 1945 par le ministre de la Justice, renforcé par un décret d'Adolf Hitler du 9 mars crée les conditions de l'exercice d'une justice toujours plus décentralisée, sans procédures d'appel : les modalités d'application prévues par Bormann contribuent à accentuer ce processus de décentralisation-désintégration de la justice.
Toutefois la décentralisation de la répression ne constitue pas le seul facteur de la désintégration du Reich dans les premiers mois de l'année 1945. En effet, les contraintes liées aux attaques des nœuds de communication accentue le chaos dans un Reich de plus en plus décentralisé de fait.
Dans les semaines qui précèdent la disparition du Reich, les Gauleiter, représentant le NSDAP et l'État en province, sont livrés à eux-mêmes, ne recevant plus de consignes applicables de Berlin, ou alors des directives inapplicables émanant de la chancellerie de Bormann, qu'ils ne prennent même plus la peine de lire.
En effet, la « calamité des communications », en réalité l'incapacité pour le pouvoir central à communiquer efficacement avec ses représentants installés dans les régions éloignées du centre, notamment le Sud du Reich, accélère la désintégration totale de l'État central et la fragmentation de ses pouvoirs, le pouvoir central se trouvant davantage chaque jour en incapacité de transmettre ses ordres à ses représentants locaux ou régionaux, selon le constat de Goebbels au début du mois, tandis qu'une répression féroce, menée par les Gauleiter, la SS et la police, s'abat sur la population. Au mois d'avril, les autorités centrales de Berlin ne peuvent plus communiquer de façon efficace avec le Sud du Reich, un service de courriers à moto est alors mis en place et transmet le flot des directives de Bormann, une « paperasse inutile » que plus personne ne prend alors le temps de lire. Cette déliquescence est visible dans la politique personnelle menée par chaque Gauleiter dans son Gau : dans le sud du Reich, tous les Gauleiter refusent d'accueillir les réfugiés des régions envahies par les Soviétiques, malgré les consignes strictes de la chancellerie du Parti.

### Un refuge pour les responsables: la routine
Face à ce processus de désintégration, les plus hauts responsables du Reich se réfugient dans la routine et l'accomplissement de leurs tâches et du rôle de représentation qui leur est dévolu. Heinrich Himmler fait ainsi établir une liste d'ouvrages à offrir aux hauts dignitaires de la SS à l'occasion de la fête de Yule ou encore répond au père de l'un de ses filleuls que le « chandelier de vie » destiné au nouveau-né lui sera adressé dès que possible. Dans les premières semaines de 1945, le ministre des finances, Lutz Schwerin von Krosigk, adresse une abondante correspondance à Adolf Hitler ou aux autres ministères leur demandant de considérer la situation financière et monétaire du Reich, allant jusqu'à suggérer un relèvement des tarifs d'un certain nombre de services publics, arguant de leur coût en hausse constante du fait de la prolongation du conflit, ou encore une réforme fiscale, à laquelle Goebbels reproche, fin mars 1945, de peser sur la consommation.
Mais Schwerin n'est pas le seul à se focaliser sur son activité principale : dans l'entourage même d'Adolf Hitler, le maintien des apparences et la perpétuation des habitudes acquises demeurent la règle. En effet, dans la semaine qui précède l'anniversaire d'Adolf Hitler, une exposition de prototypes de nouvelles armes mobilise l'attention du personnel de la chancellerie du Reich, cette dernière devant être visitée par Adolf Hitler à l'occasion de son anniversaire le 20 avril. Bormann, lui, continue d'inonder les cadres supérieurs du parti de directives vaines et inapplicables, au grand agacement de Goebbels. La recherche de cette routine se fait aussi aux échelons inférieurs du NSDAP : le 28 avril, le Kreisleiter de Freiberg, en Saxe, fait publier une circulaire à destination des militants, contenant un éventail de tâches partisanes à accomplir.

### La disparition du Reich
Adolf Hitler se suicide, avec sa femme, le 30 avril 1945 quand l'Armée rouge arrive à quelques centaines de mètres du bunker berlinois du dictateur. Certains de ses collaborateurs se suicident à leur tour les jours suivants, comme Joseph Goebbels. Son successeur, l'amiral Karl Dönitz, sachant que rien ne peut sauver le régime, capitule sans conditions le 8 mai 1945. Il est arrêté avec le gouvernement de Flensbourg, dernier vestige de gouvernement allemand qu'il dirige, le 23 mai 1945, à Flensbourg. Le 20 septembre, plusieurs mois après la défaite militaire totale de l'Allemagne nazie, la loi no 1 du Conseil de contrôle allié, issue d'un accord entre les gouvernements des Alliés, abroge l'ensemble des lois d'exceptions constituant la base législative du régime hitlérien. L'Allemagne est ensuite soumise au processus dit de dénazification, destiné à effacer toute trace du régime hitlérien et à garantir le rétablissement de la démocratie.

## Bilan des pillages, crimes de masse et destructions
- Mise au pillage des pays conquis : en 1942, 40 % de la Trésorerie du Reich était faite de tributs financiers prélevés sur les vaincus. La France du maréchal Pétain dut ainsi payer 400 millions de Francs par jour de « frais d'occupation », de quoi en réalité entretenir une armée de plus de 10 millions d'hommes[63]. Les Allemands ne furent pas soumis au rationnement avant fin 1944 grâce aux prélèvements agricoles massifs dans les pays occupés, condamnés aux privations, à la disette voire à la famine (Grèce, URSS). Bien des Allemands reçurent aussi des dépouilles de l'aryanisation (spoliation des biens juifs) effectuée sur le territoire du Reich ou à l'étranger. Hermann Göring et Alfred Rosenberg dérobèrent à grande échelle les trésors artistiques de l'Europe occupée, collections juives en tête, remplissant pour des centaines de trains de chefs-d’œuvre et d'objets d'art.
- De même, pour compenser la mobilisation de millions d'ouvriers sur le front de l'Est, le gauleiter Fritz Sauckel transféra de force huit millions de travailleurs civils en Allemagne, sans compter les millions de prisonniers de guerre mis au travail : la moitié de l'emploi agricole et le tiers de l'emploi industriel du IIIe Reich était assumé par des travailleurs étrangers en 1944[64]. La Gestapo surveillait étroitement ces derniers, soumis à de multiples discriminations. Ainsi, les ouvriers polonais et soviétiques devaient porter l'insigne « P » ou « Ost « bien visible sur la poitrine ; ils recevaient généralement un salaire misérable correspondant à peine au minimum physiologique indispensable ; ils n'avaient pas le droit de prendre le tram ou de monter à bicyclette, ni d'entrer dans une église allemande ; les relations sexuelles avec une Allemande étaient punies de mort pour l'homme, et la femme humiliée en public puis déportée en camp. La police pratiquait régulièrement des rafles qui emmenèrent des dizaines de milliers en camp de concentration au moindre geste déviant.
- Germanisation forcée de territoires annexés au IIIe Reich pendant la guerre, ainsi l'Alsace-Lorraine, le Luxembourg, une partie de la Pologne. Des dizaines de milliers de « Malgré-nous », enrôlés par la contrainte dans la Wehrmacht et la Waffen-SS, périrent sur le front de l'Est. Des centaines de milliers d'enfants européens « germanisables » furent arrachés à leurs familles et transférés dans les Lebensborn ouverts par Martin Bormann. Dans ces foyers, véritables « haras pour SS », il s'agissait aussi d'étudier l'amélioration de la « race aryenne ».

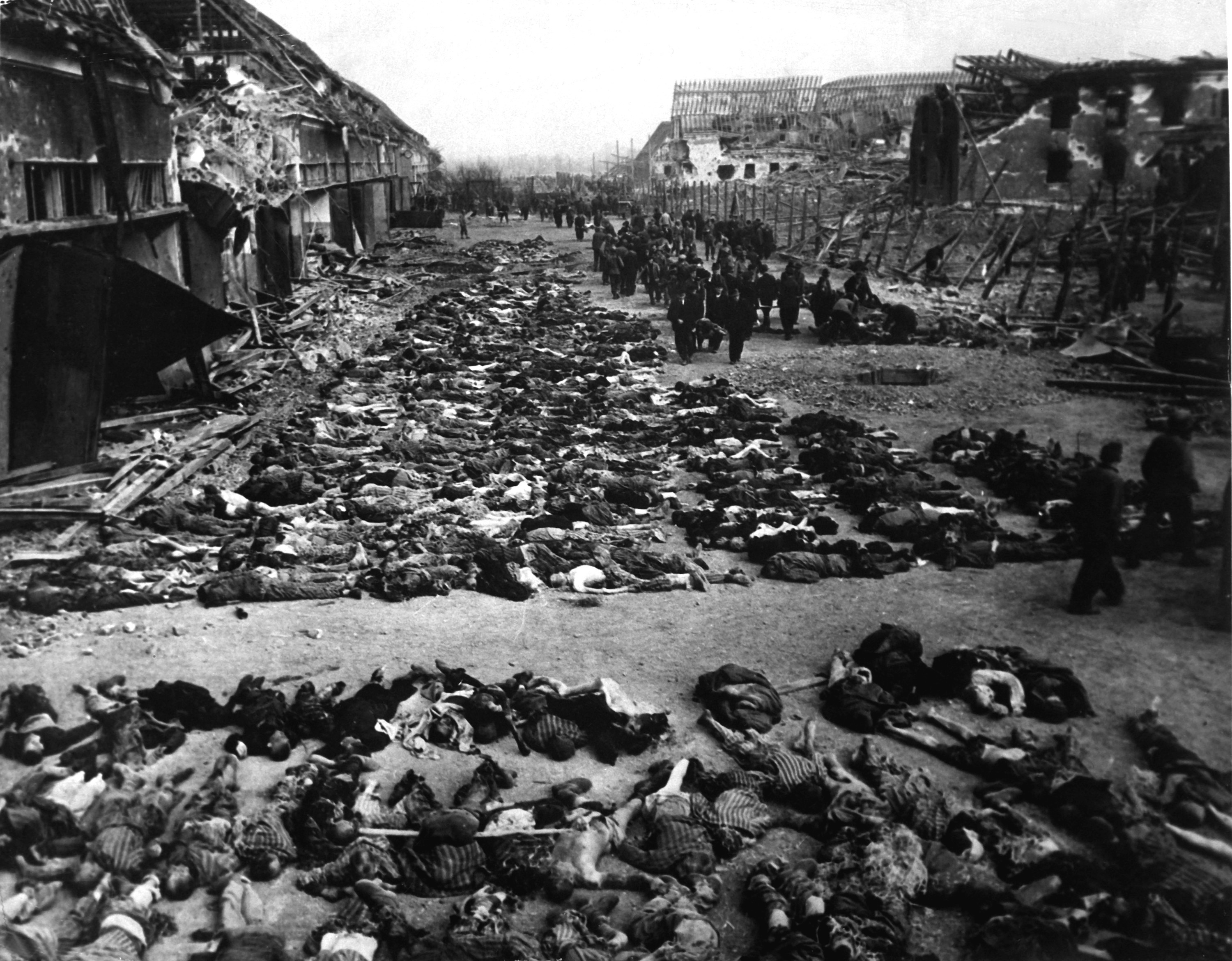
Camp « Lager Nordhausen ».

- « Euthanasie » de 150 000 handicapés allemands, surtout entre 1939 et 1941. Les techniciens nazis de l'« aktion T4 » furent ensuite affectés au gazage massif des Juifs dans les camps d'extermination.
- Extermination de 50 000 membres des élites polonaises par les SS à partir de 1939 — aristocrates, militaires, prêtres. Les lycées, les universités, les séminaires furent fermés, ainsi que les théâtres. Le but avoué était de transformer les Polonais en peuple de « sous-hommes ». Trois millions de Polonais catholiques, autant de Polonais juifs furent exterminés par les nazis (20 % de la population totale).
- Extermination de plus de trois millions de prisonniers de guerre soviétiques dans des camps en Allemagne. L'historien de la Wehrmacht Omer Bartov estime qu'en URSS même, 600 000 autres prisonniers furent assassinés par les troupes allemandes, et 1 400 000 autres laissés délibérément mourir de faim. Le « décret des commissaires » (mai 1941), préparé dès avant l'agression de l'URSS, ordonnait de fusiller tous les commissaires politiques communistes capturés.
- Réduction à la famine délibérée de la ville de Leningrad assiégée, qui fit 700 000 morts (1941-1944). Adolf Hitler avait interdit qu'on enlève d'assaut la ville qui avait vu naître le bolchevisme haï. Une commission d'experts mise en place par Göring pour planifier la future exploitation méthodique de l'URSS avait conclu dès mai 1941 que « nos projets devraient entraîner la mort d'environ 10 millions de personnes » ; cette planification porta le nom de Generalplan Ost par la suite.
- Massacre de nombreux otages à travers l'Europe occupée (Châteaubriant, Mont-Valérien, Fosses Ardéatines) ; destruction et massacre de villages entiers (Oradour, Lidice, Marzabotto) ; emploi systématique de la torture et des fusillades de masse contre les résistants, les suspects et les civils ; inauguration des bombardements terroristes sur les populations civiles (Guernica, Rotterdam, Coventry). L'insurrection de Varsovie, écrasée par Heinrich Himmler, fut châtiée par la destruction de la ville à 90 % et fit 200 000 morts.
- 1 500 000 résistants, persécutés, droits communs, Témoins de Jéhovah, homosexuels, Tziganes[65]ou Juifs de toute l'Europe ont été soumis à l'extermination par le travail forcé dans les camps de concentration de Buchenwald, Dachau, Mauthausen, Dora, Sachsenhausen, Ravensbrück, etc. et leurs centaines de Kommandos dispersés à travers tout le territoire du Reich. Les mauvais traitements des Kapos, les exécutions sommaires, la sous-alimentation, la volonté des SS de déshumaniser complètement leurs victimes avant de les réduire en cendres ont fait de ces camps un enfer d'une barbarie rarement égalée. 40 % des déportés français ne survécurent pas à leur séjour en camp.
- Expériences pseudo-médicales perpétrées sur des détenus des camps de concentration par les médecins nazis tels Carl Clauberg, Aribert Heim ou Josef Mengele. À Auschwitz et Ravensbrück, le Reich fit étudier sur des cobayes humains un programme de stérilisation massive des femmes slaves.
- Extermination des tsiganes, dont les estimations réactualisées[66],[67] se situent entre 1 et 1,5 million de victimes lors du Porajmos.
- Génocide de 5,5 millions de Juifs (Shoah). Entre 1941 et 1945, les nazis firent périr les trois quarts des Juifs de l'Europe occupée. Le génocide fut pratiqué selon des méthodes industrielles et bureaucratiques sans précédent dans l'histoire humaine ; ce génocide a la particularité de cibler un peuple qui n'est lié à aucun État, dispersé sur tout un continent, n'occupant aucun territoire disputé, ne manifestant aucune revendication politique et ne présentant aucune menace militaire. Ce génocide fut opéré par la faim dans les ghettos de Pologne (où furent déportés aussi de nombreux Juifs allemands et autrichiens, prélude à leur extermination), par balles sur le front de l'Est par les unités mobiles de tuerie des Einsatzgruppen, par le travail forcé dans les camps de concentration, ou dans les chambres à gaz des camps d'extermination.

Le seul camp de concentration et d'extermination d'Auschwitz-Birkenau vit périr un million de Juifs entre 1942 et fin 1944. Les autres centres de mise à mort furent Chełmno, Sobibor, Treblinka, Belzec, Maïdanek, où des centaines de milliers de Juifs et des tziganes,, étaient gazés dès leur arrivée. Des fours crématoires faisaient ensuite disparaître toute trace des victimes. Les nazis récupéraient leurs bagages et leurs vêtements, mais aussi les chevelures et les dents en or des cadavres, et faisaient du savon à partir des cendres.[réf. nécessaire]
- Conséquences de la guerre voulue par le IIIe Reich, les bombardements et les batailles de rue dans les villes du IIIe Reich amenèrent la destruction de nombreuses villes allemandes à plus de 50, 75 ou 90 %. Ainsi de Berlin, Dresde, Hambourg, Cologne ou Breslau. Une part considérable du patrimoine artistique fut perdue[70].

### «Legs politique» et mémoire
La défaite finale du IIIe Reich laisse l'Allemagne en ruines et soumise à un régime d'administration militaire par les Alliés. Elle disparaît en tant qu'État indépendant jusqu'en 1949, date à laquelle sont proclamées, à quelques mois d'intervalle et dans le cadre de la Guerre froide, la RFA à l'ouest sur les zones d'occupation américaine, britannique et française et la RDA à l'est sur la zone d'occupation soviétique. L'Allemagne, divisée en deux États politiquement rivaux, cesse d'exister en tant que pays unifié jusqu'à sa réunification en 1990. Cinq millions de soldats allemands sont morts au front et trois millions de civils sous les bombes. 11 millions d'Allemands présents depuis des siècles sont chassés des pays d'Europe centrale et orientale en représailles aux exactions du IIIe Reich. L'actuel territoire de la République fédérale d'Allemagne est inférieur d'un tiers à celui du Reich de 1914.

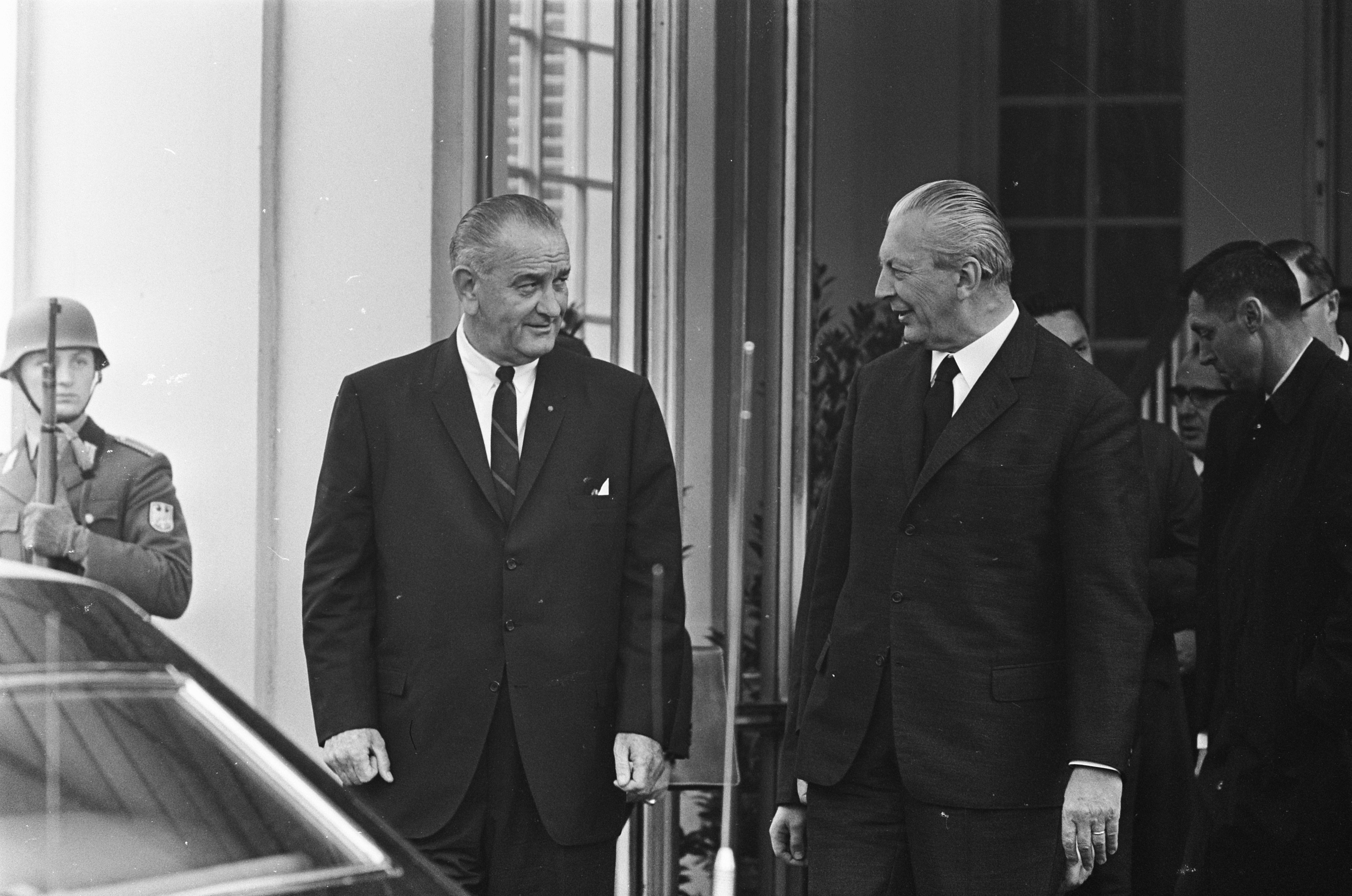
Kurt Georg Kiesinger, politicien allemand, membre du parti nazi puis chancelier allemand.

Après leur capture, les 16 plus hauts dirigeants du IIIe Reich encore vivants sont jugés aux procès de Nuremberg en 1946, lequel déclare également organisation criminelle plusieurs piliers du régime : le NSDAP, la SS, la Gestapo et le cabinet du Reich. Plusieurs chefs nazis se sont suicidés, tels Adolf Hitler, Heinrich Himmler, Joseph Goebbels. D'autres, en fuite, seront traqués et retrouvés, tels Adolf Eichmann, jugé et pendu à Jérusalem en 1962. D'autres sont morts libres après s'être réfugiés en Amérique du Sud (Josef Mengele) ou dans le monde arabe. La dénazification imposée à l'Allemagne après 1945, ainsi qu'une série de procès et de révocations, n'a pas empêché de très nombreux serviteurs du IIIe Reich de faire de bonnes carrières administratives, économiques ou politiques après la guerre, sans être jamais inquiétés, même lorsque très compromis. Tout comme les Russes, les Américains recyclèrent des agents gestapistes, qui sont ensuite entrés au service de la CIA, ou des scientifiques compromis tels Wernher von Braun.
Adolf Hitler et Joseph Staline ont brisé la continuité historique de leur pays ; de surcroît, la « catastrophe allemande »[réf. incomplète] ne s'est pas produite dans un pays arriéré aux mœurs traditionnellement brutales. Les nazis accèdent au pouvoir légalement, dans l'un des pays les plus développés et les plus cultivés du monde, célèbre pour son abondance de philosophes, d'artistes et de savants. Dès lors, la question de la « culpabilité » du peuple allemand dans l'avènement du IIIe Reich et de son degré d'adhésion à ses actes (Schuldfrage) n'a cessé de hanter la conscience nationale depuis la fin de la guerre. Elle a longtemps pesé lourdement sur l'image de l'Allemagne et des Allemands à l'étranger, et sur sa place en Europe et dans le monde. Pendant la guerre froide, RFA et RDA se renvoyèrent l'accusation d'être les continuateurs du IIIe Reich. Des personnalités comme le philosophe Martin Heidegger ou le chef d'orchestre Herbert von Karajan ont traîné toute leur vie comme un boulet le fait d'avoir adhéré au parti nazi et de s'être montrés incapables de s'expliquer clairement sur cette adhésion.

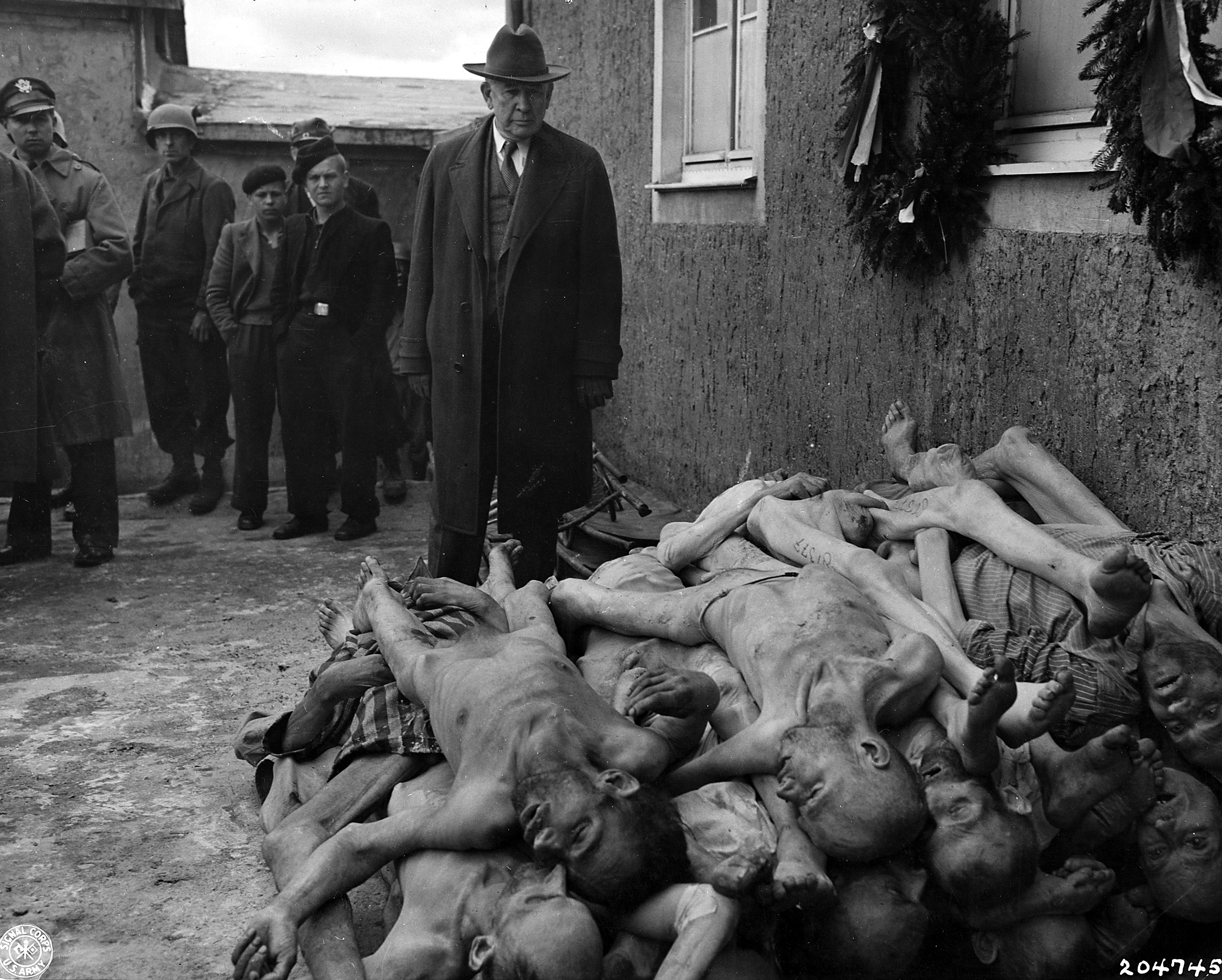
Camp de Buchenwald, près de Weimar, le 24 avril 1945.

En dépit de ce passé, quelques nostalgiques, ainsi que les néo-nazis ou les négationnistes, vantent encore aujourd'hui la grandeur du IIIe Reich, prétendant par exemple que « le procès de Nuremberg c'est celui de l'homme blanc, que les chambres à gaz n'ont jamais existé, elles sont tout droit sorties du néant ». Ces individus, parfois apparentés au mouvement skinhead nazi, sont ultra-minoritaires et guère médiatisés, et ce sont surtout leurs frasques violentes qui les mettent en lumière, comme en Angleterre avec le paki bashing.
Du fait de l'ampleur inédite de ses crimes, le IIIe Reich est reconnu aujourd'hui comme l'un des épisodes les plus noirs et les plus traumatisants de l'histoire de l'Allemagne et de celle de l'humanité. Ses emblèmes et son apologie sont interdits dans la plupart des pays occidentaux. Certains ont aussi adopté des lois contre les négateurs de ses crimes contre l'humanité, comme en France, en Autriche ou en Allemagne même. Sans équivalents même dans l'URSS stalinienne, sa « violence congénitale »[réf. incomplète], son idéologie raciste et ses volontés expansionnistes et génocidaires, et surtout la spécificité radicale amplement établie de la Shoah, singularisent communément le IIIe Reich comme un régime intrinsèquement criminel. Il pose de ce fait à l'historiographie, mais aussi à la conscience universelle, des angoisses et des interrogations jamais totalement résolues.
Dans les pays européens, la reconnaissance du génocide des tziganes, le porajmos, reconnu par le chancelier allemand Helmut Schmidt en 1982, est tardive,. Par exemple, en France, il faut attendre 2019 pour qu'il soit abordé au programme scolaire de terminale. Depuis les années 2010, de nombreuses archives des massacres ont été redécouvertes,,.